# I Buddenbrook. Decadenza di una famiglia
I Buddenbrook. Decadenza di una famiglia (in tedesco Buddenbrooks. Verfall einer Familie; pronuncia del nome della famiglia /ˈbʊdn̩ˌbʀoːk/) è il primo romanzo dello scrittore tedesco Thomas Mann, pubblicato a ventisei anni, nel 1901. Descrive la progressiva rovina di un'agiata famiglia della borghesia mercantile di Lubecca nel corso di quattro generazioni, negli anni dal 1835 al 1877, ritraendo lo stile di vita e i valori morali della borghesia anseatica. Mann trasse profonda ispirazione dalla propria storia familiare e dal milieu sociale che frequentò in gioventù.

## Genesi dell'opera

### I modelli
Le origini letterarie di questo romanzo vanno ricercate negli intensi studi e letture effettuati da Mann sulle opere di Émile Zola. Il ciclo de I Rougon-Macquart comprendeva appunto la storia di una famiglia allargata distribuita su venti romanzi. Ulteriore fonte di ispirazione furono due autori nordici come Jonas Lie e Alexander Kielland noti per le loro saghe di famiglie di estrazione borghese.

Oltre a Zola e ai romanzi familiari di Kielland e Lie, altri modelli importanti per Mann furono i libri dei fratelli Jules e Edmond de Goncourt, in particolare Renée Maupérin, e quelli di Paul Bourget.
Lo stile e la propulsione creativa che Mann mette ne I Buddenbrook sono stati invece influenzati dai suoi grandi maestri: Richard Wagner, Friedrich Nietzsche e Arthur Schopenhauer.

### L'idea del romanzo a "quattro mani"
Samuel Fischer, editore delle prime novelle di Mann (la raccolta Il piccolo signor Friedemann), era disposto a pubblicargli un romanzo di media lunghezza: la prima idea di Mann fu così di un racconto autobiografico, sulla prima parte della sua vita. Presto però Mann cominciò ad affiancare all'infanzia e all'adolescenza di Hanno Buddenbrook eventi antecedenti, riguardanti la sua famiglia.
Tra il 1896 e il 1898 i fratelli Mann soggiornarono in Italia, a Roma (nell'appartamento di Via Torre Argentina) e a Palestrina: a Thomas venne così l'idea di imitare i Goncourt, scrivendo il romanzo che aveva in mente assieme al fratello Heinrich. Quest'ultimo non era nuovo al cimentarsi nel genere letterario, anzi aveva già pubblicato un romanzo del tipo che aveva in mente Thomas, Nel paese di cuccagna (1899). Inoltre Heinrich, essendo di quattro anni maggiore del fratello, ricordava più particolari della storia di famiglia; secondo Thomas il fratello avrebbe dovuto collaborare maggiormente per la parte storica e di ricerca del materiale, lasciando per sé la descrizione psicologica dei personaggi. In seguito l'idea del romanzo a quattro mani fu accantonata, ma il materiale preparato da Heinrich fu comunque molto utile.
Quando Mann iniziò la stesura dei primi capitoli, per la raccolta di materiale sulla storia della famiglia, non si avvalse solo dell'aiuto del fratello ma, dal luglio 1897, intrecciò una fitta corrispondenza con la madre e con la sorella, per ottenere più informazioni possibili.
La stesura del romanzo rallentò quando da Roma Mann tornò in patria, a Monaco di Baviera, a causa del lavoro di redattore della rivista Simplicissimus e del servizio militare.

## Il titolo
Il libro tratta della cronaca, in un periodo che va dal 1835 al 1877, della vita dei Buddenbrook che, attraverso quattro generazioni, muta radicalmente il proprio carattere e la propria situazione sociale ed economica, passando per momenti di floridezza e di dissesto, fino alla definitiva rovina. All'etica luterana originale, improntata al lavoro e al dovere da cui originava il lustro politico e mercantile, subentra una progressiva inquietudine e indolenza che emergono definitivamente nella fragilità dell'ultimo rampollo, Hanno.
Il sottotitolo è "Decadenza di una famiglia" (Verfall può essere tradotto anche come "declino"). Il tema della caduta era già stato affrontato da Thomas Mann nel 1894 nella sua prima novella intitolata appunto Gefallen ("Caduto").

### NasconoI Buddenbrook
Il 15 agosto 1900 l'editore Fischer ricevette il manoscritto; pur accorgendosi della qualità intrinseca dell'opera, ebbe delle perplessità sulla pubblicazione contestandone l'eccessiva lunghezza: finalmente, nell'agosto del 1901, uscì la prima edizione de I Buddenbrook, pubblicata su due volumi. Il romanzo non ebbe successo, presumibilmente per l'alto costo; l'editore decise così di stamparne una versione economica in un solo volume: da quel momento le vendite aumentarono velocemente.
A Lubecca le copie del libro andarono a ruba (per gli standard dell'epoca); tantissimo infatti fu lo stupore e la curiosità derivante dal fatto che il figlio di un senatore avesse scritto della propria famiglia, per di più in termini non lusinghieri. Per la città giravano voci di come ogni personaggio del romanzo avesse il suo corrispondente, il suo modello reale, tra i membri (presenti o passati) della famiglia Mann. I Buddenbrook divenne immediatamente un best seller e con il tempo un longseller: attualmente infatti il romanzo è l'opera più letta di Mann e uno dei maggiori successi editoriali di ogni tempo.
Il grande successo editoriale, a partire dalla seconda edizione del romanzo, rese celebre il nome di Mann, appena ventiseienne, in Germania e più tardi in tutta Europa.
L'autore rimase imprescindibilmente associato a quest'opera, al punto che nel 1929, la motivazione per l'assegnazione del Premio Nobel per la letteratura fu:
L'assegnazione del Nobel non è tuttavia da attribuirsi soltanto a I Buddenbrook, in quanto molte opere di Mann, tra cui spicca certamente La montagna incantata, avevano riscosso un buon successo, di pubblico o di critica.

## I motivi del successo
L'idea della decadenza in un romanzo di ambiente borghese non era affatto nuova, dato che Zola, Bourget e tanti altri avevano già trattato questo tema. La novità che Mann introduce con I Buddenbrook è che al processo di decadenza di una famiglia della borghesia mercantile lubecchese si affianca una attenta ricostruzione sociale e soprattutto un importante e notevole approfondimento delle componenti psicologiche dei personaggi, in particolare Hanno, Tony e Tom. Rimane invece ai margini del libro la ricostruzione storica del periodo trattato (1835-1877).

## Trama
I Buddenbrook è un romanzo d'impianto ottocentesco, che contiene una ampia e accurata descrizione del quadro sociale del periodo in cui si svolgono le vicende. Lo stile ricco e complesso permette di cogliere particolari e sfumature dei luoghi, degli avvenimenti e delle psicologie.
Dato l'ampio arco di tempo attraverso cui si svolge il romanzo, il protagonista non è unico; l'autore disegna e mette a fuoco di volta in volta i vari personaggi di generazione in generazione.
Il libro è suddiviso in undici parti, ognuna composta da un certo numero di capitoli: la suddivisione nelle suddette sezioni non è strettamente legata a particolari salti temporali, anche se ognuna di queste separazioni coincide con la fine di una certa sequenza di avvenimenti.

### Parte prima
1835. Il settantenne console Johann Buddenbrook, proprietario dell'omonima ditta, un'azienda commerciale fondata nel 1768, che opera nel mercato all'ingrosso delle granaglie, riunisce la famiglia nella grande casa della Mengstrasse, da poco acquistata. Insieme al console Johann senior, nella casa abita la moglie Antoinette, con il figlio primogenito della coppia, Johann jr. detto Jean, sposato con Elisabeth (Bethsy) Kröger, da cui ha avuto Thomas, Antonie e Christian. Accanto a questo nucleo familiare nella casa vivono anche Klothilde Buddenbrook (Thilde), una parente povera che vive con la famiglia, e Ida Jungmann, la fedele governante. I convitati sono diversi amici di famiglia, tra cui Hoffstede e il dottor Grabow, e i due coniugi Kröger (genitori di Elisabeth).
Dopo un pranzo molto ricco e allegro, con vivaci scambi di battute tra i commensali, momenti di poesia, discussioni e svaghi, gli ospiti si congedano, la famiglia torna ad affrontare i problemi quotidiani, tra cui il difficile rapporto tra il capo famiglia Johann e il figlio di primo letto Gotthold. Questi chiede denaro al padre avendo saputo dei buoni affari della ditta (e l'acquisto della nuova dimora come prova di ciò). Il console rifiuta categoricamente: egli ha disconosciuto il già poco amato figlio dopo che questi ha abbandonato la famiglia per sposarsi e vivere gestendo una modesta bottega, tralasciando gli affari della ditta. Si accende una discussione tra Johann padre e Johann figlio, ma alla fine quest'ultimo, anteponendo gli interessi della ditta al benessere di Gotthold, concorda col padre di non sprecare denaro per lui.

### Parte seconda
Due anni e mezzo dopo, il 14 aprile 1838, Jean ed Elisabeth sono allietati dalla nascita di Klara, e tale evento viene scritto, come tradizione, nel diario di famiglia. Il tempo scorre, Antoinette muore e un paio di mesi dopo l'anziano Johann la segue, non prima di aver lasciato la ditta "Johann Buddenbrook" nelle mani del figlio, che a sua volta vi farà entrare il sedicenne Thomas (Tom), che ha appena lasciato la scuola.
Intanto Antonie (Tony) con l'età mostra un carattere sempre più arrogante e vanesio, tanto da essere mandata in un collegio della zona, sotto le cure della signorina Weichbrodt.

### Parte terza
Tony è ormai in età da marito e si presenta in casa Buddenbrook il signor Bendix Grünlich, che possiede una ditta ad Amburgo. Il suo modo di fare e le ottime credenziali impressionano favorevolmente Jean e la moglie, mentre Tony rimane indifferente. Grünlich, che intanto ha stretto affari con Jean per ingraziarselo ulteriormente, chiede la mano di Tony, che rifiuta nonostante le suppliche dell'uomo e i pianti. I genitori spingono la figlia al fidanzamento, ma Tony rimane sulle sue posizioni; così, per favorirne la riflessione con maggiore tranquillità, i coniugi Buddenbrook mandano la figlia a rilassarsi nella località balneare di Travemünde, nella casa del comandante Diederich Schwarzkopf.
Qui la giovane conosce Morten, figlio del comandante, e ben presto i due s'innamorano. Bendix si reca allora a Travemünde, dove racconta una erronea versione dei fatti al comandante Schwarzkopf, affermando di essere già fidanzato con la damoiselle Buddenbrook e che Morten ha usurpato i suoi diritti su Tony. Il vecchio Schwarzkopf convoca il figlio e, nel ricordargli la differenza tra la loro famiglia e i Buddenbrook, gli annuncia che dovrà anticipare la partenza al giorno seguente.
Tony, addoloratissima, torna a casa con Tom, e durante tutto il viaggio pensa a lungo sul da farsi; alla fine prende la decisione di sposare Grünlich, non per amore, ma per contribuire al buon nome e alla prosperità della famiglia:
(Tony in I Buddenbrook, Parte Terza, XIII, trad. Anita Rho, ed. italiana Euroclub 1979, p. 144)
A febbraio dell'anno successivo al matrimonio Thomas si reca per lavoro ad Amsterdam, lasciando per sempre la giovane fioraia Anna, la cui relazione, intrattenuta fino ad allora nella massima segretezza, non è compatibile con il ruolo che si sta ritagliando in qualità di giovane rampollo Buddenbrook.

### Parte quarta
L'anno successivo anche Christian, molto meno volenteroso del fratello, ma di spirito gioviale e spensierato fin da bambino, viene mandato in Inghilterra per farsi le ossa. Nello stesso periodo Tony, sposatasi e trasferitasi da Bendix, dà alla luce Erika Grünlich.
Ai primi di ottobre 1848, a Lubecca si hanno alcuni piccoli moti rivoluzionari. Dopo una agitata riunione del consiglio municipale, mentre il popolo rumoreggia e Jean torna in carrozza col suocero, il console Lebrecht Kröger si spegne.
Nel gennaio del 1850 si rompe definitivamente il rapporto tra Tony ed il marito per problemi di carattere economico. Tony, abituata a essere servita e riverita, è preoccupata del fatto di dover gestire la casa senza alcun aiuto. La crisi economica di Grünlich costringe l'uomo a chiamare il suocero: Jean arriva e, intuendo la situazione, per prima cosa s'informa di sua figlia. La discussione mette alla luce come Tony non ami, ma d'altronde non l'aveva mai fatto, il marito, come tenga unicamente a preservare intatto il nome e l'integrità finanziaria della famiglia, e come le prema di poter vivere agiatamente con la figlia Erika. Di fronte al terrore della bancarotta del marito e ancor di più delle eventuali grosse perdite che l'appianamento del debito di Grünlich potrebbe arrecare ai Buddenbrook, Tony cessa di difendere in alcun modo Bendix:
(I Buddenbrook, Parte Terza, XIII. trad. Anita Rho, ed. italiana Euroclub 1979, p. 234)
Dopo questo chiarimento il console decide di portare via figlia e nipote, abbandonando il genero con i suoi debiti. Nemmeno di fronte alla possibile macchia di reputazione che il fallimento di Grünlich potrebbe portare, nemmeno davanti alle suppliche di Bendix, il pensiero di Jean cambia. L'irremovibilità del console spinge il folle banchiere Kesselmeyer, "alleato" di Bendix, a svelare l'intero piano: i due, che si erano trovati in crisi anni prima, avevano deciso di ottenere la mano di Tony per risollevare le loro finanze. Ancora più scottato per l'inganno di cui era stato vittima insieme alla figlia, Jean se ne va dalla casa con Tony ed Erika. Grünlich allora supplica la moglie di aiutarlo, ma di fronte al rifiuto della donna, si sfoga:
(Bendix Grünlich in: I Buddenbrook, Parte Terza, XIII. trad. Anita Rho, ed. italiana Euroclub 1979, p. 252)
Tony torna a casa, riprende la sua vita in famiglia, allaccia migliori rapporti con il padre, dopo che gli ultimi burrascosi eventi li hanno uniti, non si vergogna di raccontare della vicenda Grünlich, che si conclude con il divorzio per impossibilità del coniuge di mantenere la famiglia. Gli anni passano, Madame Kröger muore e l'eredità va a riassestare almeno in parte le casse della ditta; Christian parte per il Sudamerica, mentre Thomas acquista sempre più esperienza e bravura negli affari, grazie alle sue capacità e alla fiducia che il padre ripone in lui. In un piovoso pomeriggio estivo del 1855, Johann Buddenbrook viene colto da un attacco e muore improvvisamente.

### Parte quinta
Passati i giorni di lutto si apre il testamento e si apprende che la ditta è lasciata nelle mani del giovane Thomas, che si assume l'incarico con grande senso di responsabilità, e del neo-socio F.W. Marcus. Nonostante il periodo difficile (la dote sparita di Tony, vari fallimenti, guerre, agitazioni...) il patrimonio della ditta Johann Buddenbrook è migliore di quello che si pensava, e Thomas si mostra capace nel gestirlo. Tom però non è altrettanto bravo nei rapporti con il fratello come nella gestione economica della ditta: infatti ai primi del 1856 Christian torna a casa, dopo otto anni di vita comoda e dissipata. Tom si mostra sprezzante con il fratello, al quale affida un piccolo ruolo nella ditta, ma quando Christian perde interesse per l'attività (viene sempre meno in ufficio, frequenta le roulette...) i rapporti tra i due s'incrinano ulteriormente. Ma se Christian rispetta il fratello e l'impegno che profonde nel lavoro, senza mai inveire contro di lui, Tom non perde occasione per deriderlo, rimproverarlo e sminuirlo.
Intanto, dopo la morte di Jean, Madame Elisabeth Buddenbrook si fa sempre più religiosa e organizza orazioni quotidiane, momenti di lettura della Bibbia, scuole domenicali e molto altro. Tra i religiosi che transitano in questo periodo per la Mengstrasse c'è anche il pastore Sievert Tiburtius, di passaggio a Lubecca diretto a Riga. Fermatosi a lungo in casa Buddenbrook, mette gli occhi su Klara, ottenendone presto la mano. Tom, che è ormai il capofamiglia, si trova nei Paesi Bassi e Bethsy gli chiede per lettera di acconsentire all'unione. Con la missiva di ritorno viene così informata, oltre che del parere favorevole all'unione, che presto anche Tom convolerà a nozze. Infatti, in quello stesso anno, Tom ad Amsterdam ha conosciuto Gerda Arnoldsen, una giovane e bella ragazza, violinista come il padre. L'unione si prospetta eccellente, perché la futura sposa è una donna affascinante e con una dote molto ricca: il padre di lei è infatti un agiato commerciante. La famiglia si trova così in un periodo molto florido: la ditta va bene e si prospettano, a cavallo dell'anno nuovo, due matrimoni.

### Parte sesta
Thomas e Gerda vanno ad abitare in una casa da soli, anche se gli uffici della ditta Buddenbrook rimangono nella Mengstrasse: la nuova coppia fa subito colpo nell'alta società, anche se l'animo sensibile di Gerda si mostrerà spesso insofferente per l'ambiente che trova nella nuova città. Il console Tom consolida così la sua reputazione, dopo che si era già guadagnato, all'esordio alla guida della ditta, molti estimatori. Tom mostra la vera anima del commercio: non esita a prendersi dei piccoli rischi, a volte perdendo ma mettendo spesso a segno degli ottimi colpi.
Nel contempo i rapporti tra Tom e Christian peggiorano ancora, con il console che accusa il fratello di vivere nell'ozio, infangando il buon nome della famiglia, frequentando compagnie poco raccomandabili, facendosi notare solo per il suo fare da "pagliaccio". Da parte sua Christian adduce come scusa alla pigrizia una serie di malanni da cui sarebbe affetto, oltre al fatto che il suo carattere è diametralmente opposto a quello del fratello; tutto ciò non riesce però a diminuire il disprezzo che Tom ha verso Christian:
(I Buddenbrook, Parte Sesta, II. trad. Anita Rho, ed. italiana Euroclub 1979, p. 345)
Dopo l'ennesimo litigio, Christian accetta la proposta del fratello di andare ad Amburgo, per vedere di combinare qualcosa con una parte dei soldi della sua eredità.
Intanto Tony, un po' giù di morale, si reca a Monaco da un'amica, rimanendo molto colpita dalla città bavarese. Qui conosce Alois Permaneder, il quale tempo dopo si recherà a Lubecca con il chiaro intento di sposarla; ben presto il matrimonio è cosa fatta e la coppia si trasferisce a Monaco. Il tempo passa e anche se la ditta va avanti (nonostante la dote di Tony e le perdite di Christian) le preoccupazioni per il capofamiglia Tom non mancano, dalla salute cagionevole di Klara, alla mancata nascita di un figlio, per finire con il progressivo disfacimento del matrimonio di Tony.
Permaneder si rivela infatti pigro e senza ambizioni, e come se non bastasse Tony nel 1859 dà alla luce una bambina che però muore poco dopo il parto. Alla fine dell'anno Tony torna disperata a Lubecca: ha sorpreso il marito ubriaco mentre cercava di molestare la cuoca e, una volta scoperto, questi l'ha offesa pesantemente. In un colloquio con Tom, Tony rivela però che il vero motivo della fine del rapporto è un altro, e che la scena con la cuoca ha solo "colmato la misura":
(Antonie Buddenbrook, I Buddenbrook, Parte Sesta, X. trad. Anita Rho, ed. italiana Euroclub 1979, p. 426)
Tom cerca di far riflettere la sorella, che però è inamovibile: il console è così costretto a scrivere a Permaneder per chiedere il divorzio, che l'uomo sorprendentemente accetta senza problemi.

### Parte settima
Nella primavera del 1861 nasce finalmente Justus Johann Kaspar "Hanno" Buddenbrook, l'erede dei Buddenbrook tanto invocato. Tutta la famiglia si riunisce per il lieto evento, che sembra essere l'inizio di un periodo assai favorevole. Poco dopo infatti Tom ottiene un grande successo, battendo per la carica vacante di senatore Hermann Hagenström, la cui famiglia era sempre stata rivale dei Buddenbrook (soprattutto agli occhi di Tony) fin dalla precedente generazione. Il momento favorevole (anche economico, per quanto riguarda la ditta), aggiunto all'ardore e all'entusiasmo, spingono Tom, nel 1863, a costruirsi una nuova grande casa: un'impresa grandiosa, forse troppo, ma che al senatore sembra assolutamente necessaria.
Poco dopo infatti le cose cominciano a peggiorare: Tom viene spesso battuto nelle riunioni politiche, la ditta commette una serie di passi falsi e, come se non bastasse, la salute di Tom, fiaccata anche dai mille impegni, peggiora progressivamente. La parabola discendente non si ferma qui, perché poco tempo dopo Klara si ammala e muore; questo lutto porta con sé anche un altro terribile strascico, un litigio durissimo tra Elisabeth e il figlio Tom, a dir poco infuriato: l'anziana donna infatti, raccolti i pareri favorevoli di Christian e Tony, aveva deciso di dare l'intera eredità di Klara al pastore Tiburtius, come la defunta aveva chiesto: Tom però, vede solo la sua mancata consultazione per una faccenda così importante e l'ennesima sconfitta:
(I Buddenbrook, Parte Settima, VII. trad. Anita Rho, ed. italiana Euroclub 1979, p. 396)

### Parte ottava
Mentre Hanno cresce e la ditta Johann Buddenbrook si barcamena tra le difficoltà, inizia e finisce la guerra austro-prussiana, che vede Lubecca schierarsi dalla parte, poi vincente, della Prussia. Poco tempo dopo Christian torna in città, mentre Erika si sposa (grazie alla madre Tony) con Hugo Weinschenk, direttore di una società di assicurazioni. Gli ultimi colpi hanno minato la fiducia di Tom; nonostante la situazione non fosse disastrosa come lui pensava, era ormai convinto del contrario:
(I Buddenbrook, Parte Ottava, IV. trad. Anita Rho, ed. italiana Euroclub 1979, p. 513)
Anche un evento lieto come il centenario della fondazione della ditta (7 luglio 1768 - 7 luglio 1868), non porta tranquillità ad un Tom stanco, affannato, con mille preoccupazioni, a cui ogni più piccola sconfitta pare un colpo terribile per il corpo e l'animo. Il piccolo Hanno intanto cresce, ma il suo carattere fragile e sensibile non può che costituire un cruccio per il futuro agli occhi del padre. Come se non bastasse il direttore Weinschenk, marito di Erika, viene incriminato, finisce sotto processo ed è poi condannato a 3 anni e mezzo di carcere, per la disperazione di Tony che vede distrutto anche il matrimonio della figlia.

### Parte nona
Poco tempo dopo Elisabeth Buddenbrook si ammala di polmonite e, nonostante le cure, la sua condizione peggiora, portandola al decesso. Dopo il funerale Tom e Christian litigano ancora, in quanto il secondo vorrebbe qualche oggetto della defunta madre per poter uscire dalle difficoltà ed andare a vivere con Aline e con la loro figlia, Gisella. Attorniato da mille problemi Tom decide di vendere la prestigiosa casa sulla Mengstrasse; Tony cerca in tutti i modi di dissuadere il fratello, ma poi le ragioni del bene della famiglia come al solito prevalgono e accetta di buon grado la decisione. Il mediatore incaricato della vendita, Siegismund Gosch, oltre a stabilire un prezzo di vendita inferiore al valore reale, trova come compratore proprio l'odiato Hermann Hagenström. Tony vede l'eventuale acquisto come la definitiva vittoria dei "nemici" della famiglia, e cerca in tutti i modi di dissuadere il fratello, che parla solo di "ironia della sorte":
(Antonie Buddenbrook in I Buddenbrook, Parte Nona, IV. trad. Anita Rho, ed. italiana Euroclub 1979, p. 545)
La vendita della casa, con la mediazione di Sigismund Gosch, va a buon fine e Tony (insieme a figlia e nipote) e Christian traslocano altrove.

### Parte decima
Dopo la vendita della casa appartenuta ai suoi genitori, Tom è sempre più in confusione: la ditta in realtà non va male, semplicemente non cresce, anche l'incarico di senatore a cui era giunto era il limite massimo a cui poteva aspirare, il titolo di borgomastro gli era precluso dalla mancata conclusione degli studi. Aveva perso ogni motivazione, ogni entusiasmo:
(I Buddenbrook, Parte Decima, I. trad. Anita Rho, ed. italiana Euroclub 1979, p. 559)
La sua routine quotidiana lo logora, la noia e la stanchezza lo assalgono sempre più spesso; solo Hanno in qualche modo costituisce un qualcosa di estraneo alla sua esistenza grigia:
(I Buddenbrook, Parte Decima, II. trad. Anita Rho, ed. italiana Euroclub 1979, p. 681)
Il senatore lo manda ad un istituto tecnico, per poi poterlo inserire un giorno nella ditta. Hanno è un ragazzo cagionevole di salute, e il padre cerca di garantirgli pasti sostanziosi ed esercizio fisico per irrobustirlo. Tom cerca inoltre di instillare nel figlio senso pratico, disinvoltura, fiducia in se stesso, forza d'animo, volontà ferrea; tutte quelle qualità che secondo lui doveva avere, soprattutto nella prospettiva di dover prendere, in futuro, le redini della ditta.
Nel 1873 Weinschenk viene liberato ma, poco tempo dopo la sua uscita dal carcere, se ne va da Lubecca e di lui non si hanno più notizie, lasciando Erika e la figlia con Tony. Come se non bastasse in città si mormora di una relazione tra Gerda, rimasta bella come i primi tempi del matrimonio, con un certo tenente Von Trotha, dopo che negli ultimi tempi il senatore Buddenbrook aveva l'aria sempre più sciupata. Tom si sente effettivamente vecchio, comincia ad essere ossessionato dall'idea di una morte vicina, per cui intensifica gli sforzi per istruire il piccolo Hanno, per fargli amare il suo futuro mestiere. Con il peggiorare delle sue condizioni fisiche però Tom, senza forze, trova un rifugio per le sue paure nella lettura di Arthur Schopenhauer, che gli dà le risposte da lui cercate.
Per curare i nervi decide di prendere con la famiglia una vacanza, che però non sortisce gli effetti sperati. È il gennaio del 1875: Tom esce prima della fine della seduta dal municipio, accusa un fortissimo mal di denti; si reca quindi dal dentista e, uscito dallo studio, accusa un malessere acuto:
(I Buddenbrook, Parte Decima, VII. trad. Anita Rho, ed. italiana Euroclub 1979, p. 749)
I medici non possono fare nulla: poco tempo dopo Thomas Buddenbrook spira, nello stupore e nella disperazione dell'intera famiglia.

### Parte undicesima
Dopo un anno dalla morte del fratello, Christian va ad Amburgo, dove sposa Aline Puvogel, una donna dalla vita dissoluta; intanto la ditta viene liquidata entro l'anno come disposto dalle ultime volontà di Tom: la fretta e la cattiva gestione della liquidazione causa però molte perdite. Per fare fronte a ciò si vende la grande casa costruita da Tom, la fedelissima Ida Jungmann è licenziata dalla vedova Buddenbrook dopo anni di fedele ed eccellente servizio.
Intanto Christian è costretto a farsi ricoverare in una casa di cura, cosicché la moglie riprende la vita dei tempi andati. Non va meglio ad Hanno: le sue giornate sono scandite da sveglie e corse al freddo per andare a scuola, dove il suo rendimento è scarso, e la cui unica compagnia è il piccolo conte Mölln, erede di una casata decaduta. I due, uno amante della musica, uno della letteratura, cercano di tirare avanti, con Hanno che ha nel pianoforte di casa uno dei suoi pochissimi svaghi giornalieri. Con la musica, spesso quella da lui stessa composta, Hanno può esprimere tutto se stesso, tutta l'emozione che gli dà la melodia, rendendolo felice e spensierato, in "un giorno nella vita del piccolo Johann".
Presto arriva però anche la fine per il piccolo Hanno: il tifo, implacabile, lo strappa alla vita, di fatto cancellando l'ultimo Buddenbrook. Gerda, che con la morte del figlio ha così perduto tutto quello che la legava a Lubecca, ritorna ad Amsterdam. Alla fine rimane solo Tony, a domandarsi se un giorno potrà rivedere tutti i cari persi in quegli anni:
(Antonie Buddenbrook, I Buddenbrook, Parte Undicesima, IV. trad. Anita Rho, ed. italiana Euroclub 1979, p. 836)

## Temi principali e simboli

### L'uso dileitmotiv: giallo e blu
Una delle caratteristiche più famose dello stile di Thomas Mann è l'uso dei leitmotiv; tale termine deriva dal mondo della musica (dove si riferisce a temi musicali ricorrenti associati a eventi, persone, luoghi, ecc.) ma in ambito letterario indica la descrizione di una particolare caratteristica (tema ricorrente) ripetuta in varie situazioni per dare unità all'opera. Il fatto che Mann si serva dei leitmotiv nei romanzi gli deriva dalla sua grande ammirazione per Richard Wagner, il compositore più famoso per l'utilizzo di tale tecnica.
In particolare ne I Buddenbrook un esempio può essere la descrizione, in termini di colori (in particolare blu e giallo) dei denti dei vari personaggi. Ciascuna descrizione serve per rendere lo stato di salute, la personalità e anche il carattere dei singoli individui: banalmente denti rotti o cariati simboleggiano degrado.

### La rivalità dei Buddenbrook con gli Hagenström
La famiglia Hagenström, pur non rivestendo un ruolo narrativo nella storia, è essenziale ai fini della comprensione dell'intero romanzo, soprattutto perché le figure dei suoi componenti costituiscono una sorta di antagonisti dei Buddenbrook. Gli Hagenström sono una famiglia di commercianti all'ingrosso, senza alcun prestigio, che col tempo riescono a ritagliarsi uno spazio sempre più grande all'interno della realtà economica e sociale di Lubecca, spesso rivaleggiando con i Buddenbrook. Dal punto di vista sociale gli Hagenström sono la nuova borghesia, i parvenu che scalzano la vecchia borghesia (i Buddenbrook), senza timori reverenziali ed in modo spietato e repentino.
Tony soprattutto nutre per loro un profondo odio, in parte dovuto a degli screzi giovanili; considera il loro successo (che va di pari passo con la decadenza della sua famiglia) immeritato e ingiusto, e non nasconde, nemmeno pubblicamente, questa sua avversione. In particolare Tony fin da piccola odierà terribilmente Hermann, suo quasi coetaneo, e il fratello di lui, che sarà responsabile, in futuro, della condanna al carcere del genero, Hugo Weinschenk.

Nella parte centrale del romanzo, la famiglia Hagenström si incarna perfettamente nel suo capofamiglia, Hermann. Egli ricopre lo stesso ruolo di Thomas Buddenbrook, e infatti i due sia politicamente sia economicamente si trovano spesso uno di fronte all'altro; nonostante alcuni successi (tra cui l'elezione a senatore), di fatto Tom non riuscirà a reggere il confronto, seppur indiretto, con Hermann.
L'episodio che sancisce il definitivo sorpasso degli Hagenström sui Buddenbrook è la vendita della Mengstrasse. Intorno al 1870 Tom decide, data la sua inutilità e per rimpinguare la casse familiari, di vendere la vecchia casa in cui i Buddenbrook vivevano da due generazioni; la transazione viene affidata ad un intermediario, che trova un compratore proprio in Hermann Hagenström. Tony, venuta a conoscenza del fatto, fa di tutto per opporsi a quel passaggio di proprietà. Alla fine Tony cede, ma il vedere che la casa in cui aveva passato tanti bei momenti fosse proprietà d'altri le provocherà sempre dolore:
Anche dopo l'acquisto della casa, mentre la famiglia Buddenbrook vive periodi incessanti di crisi, gli Hagenström fanno capolino nella vita dei suoi componenti: emblematico in tale senso è il fatto che il piccolo e debole Hanno venga talvolta picchiato dai robusti figli di Hermann.
Hermann Hagenström e la sua famiglia rendono palese, con la loro ascesa, la decadenza della rispettabile e integerrima famiglia Buddenbrook, nonostante gli sforzi di Tom e Tony. Mann non era comunque molto interessato a focalizzarsi sullo scontro e sul passaggio di consegne tra la vecchia e la nuova borghesia, tanto è vero che solo Tony e, in parte minore, Tom, vedono con disperazione il "sorpasso".

### La caduta

#### Degrado economico ma non bancarotta
Il cammino che conduce alla rovina finale della famiglia Buddenbrook alterna fasi positive a fasi negative e dura quattro generazioni. Se con Johann la ditta aveva conosciuto un notevole benessere, prima con Jean e poi con Thomas la famiglia subisce dei tracolli economici, anche se di fatto il rischio di bancarotta o di povertà estrema non si verifica mai. La famiglia subisce effettivamente una serie di perdite, ma nessuna veramente pericolosa; il prestigio della ditta e il suo ruolo in Borsa diventano minimi, ma il fallimento è sempre un evento impossibile:
Il crollo economico dei Buddenbrook non è mai tale: più volte durante la narrazione Mann specifica che, nonostante gli affari sbagliati e le perdite dovute a altri fattori (doti di Tony, sperperi di Christian...) la situazione rimane solida:
Thomas stesso conduce una vita estremamente morigerata (all'interno delle mura di casa) anche se non ve n'è alcun bisogno; di fatto la rovina e la paura che egli percepisce sono dovute soprattutto ad un fattore psicologico. Si sostiene infatti che la decadenza dei Buddenbrook inizi con le riflessioni sulla insicurezza di Thomas, che per primo mette in dubbio, esagerando le situazioni di difficoltà, l'ottimismo borghese (positivista).
Le scelte sbagliate ci sono, ma sono le considerazioni di alcuni componenti della famiglia a farle apparire come sintomi di un crollo imminente. Quando Tony si dispera per la vendita della prestigiosa casa di famiglia ha le sue ragioni, però come sottolinea lo stesso Tom, l'edificio costituiva un peso più che un investimento. Alla fine la famiglia, dal punto di vista finanziario, ha comunque di che sostentarsi, e la stessa Gerda torna nei Paesi Bassi con un cospicuo patrimonio.

#### Il progressivo crollo psicologico delle certezze
Mann si concentra moltissimo sull'aspetto psicologico dei componenti della famiglia lubecchese e alla fine del romanzo il crollo delle certezze dei suoi ultimi componenti rappresenta la vera caduta. Mentre le prime due generazioni, nonostante un peggioramento della situazione finanziaria della ditta, erano rimaste sempre sicure di sé e del futuro della famiglia, con Thomas Buddenbrook ciò non accade più. Tom è il primo Buddenbrook che si pone dei dubbi sull'insicurezza della sua situazione, che vive con ansia anche le più piccole perdite, che soffre terribilmente lo stress dei suoi mille impegni politici ed economici. Ciò che si estingue nel romanzo è la volontà di affermarsi, la sicurezza in se stessi, la decisione dei propositi, elementi tipici della borghesia affaristica: queste convinzioni e queste volontà vengono meno proprio in Tom Buddenbrook, che per larga parte del romanzo era sembrato la perfetta incarnazione di tali valori.
Tom arriva al punto di non vedere via d'uscita da quella situazione, a temere la morte, cercando nel figlio Hanno una speranza che lui ormai non ha più; dopo che il figlio si dimostra inadatto al ruolo di erede, Tom cercherà invano un conforto, prima nella filosofia, poi nella religione.
Man mano che il tempo passa, gli affari peggiorano e la voce del capofamiglia Buddenbrook, a livello economico ma anche politico, non conta quasi più niente. Alla fine Tom non reggerà la pressione e morrà.
La sorella di Tom, Tony Buddenbrook rimane invece sempre legata con orgoglio ai valori della famiglia e alla sua solidità. Nonostante tutti i problemi che la ditta e la famiglia affronta durante gli anni, Tony rimane sempre fiera del suo ruolo, e fa di tutto per dare il suo contributo (nel caso dei due matrimoni) per mantenerne alto il nome. Solamente alla fine, quando Thomas e Hanno sono morti, la ditta liquidata e il nome della famiglia lontanissimo dal prestigio di un tempo, Tony cade nello sconforto. Ella arriva a mettere in dubbio perfino la fede in un Dio che guida il destino degli uomini e ne garantisce la vita dopo la morte.

#### Il disfacimento sociale
Il terzo aspetto della decadenza dei Buddenbrook è la perdita del loro ruolo sociale: all'inizio del romanzo il console Johann conduce una vita lussuosa, è uno degli individui più rispettati di Lubecca, e la sua famiglia è tra le grandi case del ceto mercantile. Il ruolo sociale e politico dei Buddenbrook si mantiene pressoché inalterato durante la vita di Jean, ma è con Tom che tutto cambia. Poco dopo essere succeduto al padre alla guida della famiglia, Tom vive un periodo in cui la sua figura acquisisce grandissima stima presso le alte famiglie della città: questo grazie all'ottimo matrimonio, all'elezione a senatore e alla costruzione dell'imponente casa. Dopo un periodo in cui arriva ad essere il braccio destro del borgomastro, Tom comincia a subire frequenti umiliazioni e ad essere oggetto di maldicenze (ad esempio il presunto amante di Gerda); per finire la ditta comincia ad accusare varie perdite, perdendo progressivamente il buon nome che si era costruita.
Quando Thomas muore e con lui la ditta, il prestigio sociale dei Buddenbrook è completamente perduto. La famiglia non è distrutta ma Hanno, ultimo erede maschio, muore poco dopo, e così il cognome Buddenbrook si estingue per sempre. Questo avvenimento è rimarcato dalla separazione di Gerda dai parenti del defunto marito: tornando nei Paesi Bassi (oltretutto con il patrimonio di Tom) ella detta la fine completa della grande famiglia.

### La psicologia dei tre protagonisti
Il romanzo di Mann non ha un vero protagonista, ma la narrazione è centrata maggiormente su tre personaggi: Tony, Tom e Hanno; le loro vicende e i loro pensieri non vengono seguiti in modo lineare ma il fatto che l'autore si focalizzi su di loro, specialmente dal punto di vista psicologico, e applichi esclusivamente a loro il discorso indiretto libero, è innegabile.

#### Tom
Tom fin da piccolo cresce seguendo le orme del padre e del nonno, lasciando la scuola ed entrando giovanissimo nella ditta; quando Jean muore è lui a succedergli. Tom si dà subito da fare per gestire al meglio i commerci di famiglia (con il suo spirito giovane e intraprendente), e nei suoi "viaggi di istruzione" conosce e ottiene la mano di Gerda, non disdegnando la ricca dote della ragazza:
(Thomas Buddenbrook)
Queste parole lasciano intuire come le motivazioni di matrimonio di Tom non siano tanto distanti da quelle che avevano portato la sorella Tony a sposare Bendix Grünlich.
Il successo del matrimonio è seguito dalle prime difficoltà, che in qualche modo Thomas riesce a gestire, mentre raggiunge altri importanti successi: il risultato più importante che Tom consegue in quel periodo è l'elezione a senatore (preceduta dalla lieta nascita del tanto atteso erede, Hanno). Ben presto la mole di impegni comincia a logorare Tom, che pur prosegue imperterrito a mietere successi desiderando sempre di più:
La spesa per erigere una nuova grande casa, simbolo del grande prestigio acquisito, è uno di quei progetti grandiosi che Tom decide comunque di portare avanti. La costruzione della casa è anche l'ultima impresa di Tom: da quel momento negli affari, in famiglia e nella società di Lubecca, egli conoscerà tante amarezze e poche gioie. Tom, mantenendo sempre il suo aspetto integerrimo, cerca di evitare le difficoltà, ma esse, a dir suo, sembrano inseguirlo:
(Thomas Buddenbrook)
Per la prima volta dopo Jean e Johann, un capofamiglia Buddenbrook si pone degli interrogativi sul mondo borghese, finora sempre amato e rispettato. Tom non trova un'alternativa a quel tipo di condotta di vita (che Gerda e Hanno, ad esempio, trovano nella musica): il dubbio che gli si è insinuato dentro lo rode però terribilmente.
Tom è preso da una grande inquietudine, che riesce presto a superare. La vita però prosegue, e nulla cambia: il senatore Buddenbrook continua a dare tutto se stesso per superare i momenti di crisi (tra cui la vendita quasi forzata della casa di Mengstrasse), ma i suoi sforzi sono vani.
Qualche tempo dopo, la stanca mente di Tom è presa da nuove e più terribili paure e perplessità:
Le sue condizioni fisiche peggiorano ulteriormente, mentre il terrore della morte che sente vicina gli fa comprendere di non essere ancora pronto per concludere i suoi giorni, di non aver sistemato tutto. Tom cerca allora di trovare rifugio nella filosofia di Schopenhauer, ma quando l'ebbrezza per ciò che aveva scoperto finisce, cerca di ancorarsi alla religione, che però non è, nemmeno lei, in grado di dargli risposte e certezze.
Tom, allo stremo delle forze mentali e fisiche, all'uscita dallo studio del dentista che non è riuscito a estrargli un dente malato, stramazza sulla strada coperta di fango; il corpo del morente viene portato a casa tutto sudicio e sporco, metafora terribile della sua caduta finale:
(Gerda Buddenbrook)

#### Tony
Tony Buddenbrook conserva per tutto il romanzo il suo carattere fanciullesco, la sua propensione allo scherzo e alla risata giovanile, nonostante tutti i guai che le capitano. Ella rimane sempre fedelissima alla famiglia e alla ditta, una vera "cariatide" di casa Buddenbrook che nessuna avversità riesce a scuotere. In un certo senso è Tony la vera protagonista de I Buddenbrook e incarna, assieme al fratello, al padre ed al nonno, l'essenza della famiglia, pronta a sacrificare ogni sentimento e forza al bene della "Ditta". Un'altra caratteristica di Tony è la sua sicurezza del fatto che Dio guidasse "meravigliosamente le sorti della famiglia": anche quando la sua fede è contraddetta dai fatti, ella non la mette mai in discussione, tranne alla fine del romanzo.
Orgogliosa del suo status sociale di "gente ricca", attaccata ai piccoli lussi che il benessere familiare permette, Tony fa di tutto per dare il suo contributo alla causa dei Buddenbrook, anche a costo di sacrifici personali. Il primo episodio in cui Tony mostra tutto l'attaccamento alla famiglia è quando Bendix Grünlich le fa la corte: la ragazza non prova alcuna simpatia per l'uomo, e oltretutto in quel periodo si innamora di Morten Schwarzkopf. Alla fine però decide di sposare Bendix, per avere un ruolo attivo e positivo all'interno dei Buddenbrook; il padre Jean comincia a sospettare di ciò quando, il giorno del matrimonio, congedandosi dalla famiglia, Tony gli domanda: "Sei contento di me?".
Il matrimonio si rivelerà un fallimento: pochi anni dopo Bendix si ritrova a navigare in cattive acque e costringe la moglie a occuparsi delle faccende di casa, a lei sgraditissime. Sull'orlo del lastrico, decide di chiedere aiuto al suocero: quando Jean arriva, anche spinto dal senso di colpa per aver quasi costretto la figlia al matrimonio, si convince ad aiutarlo. Prima però spiega la reale situazione economica alla figlia: il marito senza il suo aiuto è destinato alla bancarotta; Tony, di fronte alla prospettiva di una simile sciagura, comincia a mostrare il suo vero stato d'animo. La giovane Buddenbrook sa che anche con l'aiuto del padre Bendix avrebbe necessitato di molto tempo per riprendersi, e lei avrebbe vissuto nella povertà e nel disonore. Così Tony confessa al padre di non aver mai amato suo marito e di essere pronta a tornare alla Mengstrasse. La decisione matura definitivamente quando il padre Jean, con grande furbizia, le accenna che il salvataggio di Grünlich causerebbe non pochi problemi alla ditta:
Sembrava quasi un'eroina. La parola "ditta" aveva colpito nel segno. Probabilmente era stata ancor più decisiva che l'avversione per il signor Grünlich.

- Assolutamente no, papà! - continuò fuori di sé. - Vuoi far bancarotta anche tu? Basta. Mai!»
Jean, dopo aver negato ogni aiuto a Bendix, se ne torna a casa portando con sé Tony e la nipotina Erika.
Poco tempo dopo Tony ottiene il divorzio dal marito.
Il secondo matrimonio di Tony, con Alois Permaneder, è incentivato fortemente dal desiderio della donna di cancellare l'onta delle prime nozze per il bene dei Buddenbrook, nonostante non ami affatto lo sposo:
(Tony Buddenbrook)
Anche la relazione con Permaneder durerà pochissimo, soprattutto perché Tony non può patire la pigrizia e la totale mancanza di ambizioni del marito; soprattutto la donna non sopporta l'ambiente di Monaco di Baviera, molto più rozzo rispetto a Lubecca. In seguito cercherà di far andare per il meglio il matrimonio della figlia Erika con Hugo Weinschenk, ma tale unione sarà distrutta dal processo e dalla condanna al carcere dell'uomo.
Il crollo finale dei Buddenbrook vede Tony mera spettatrice, tranne quando cerca di opporsi in tutti i modi alla vendita della Mengstrasse agli odiati Hagenström. Solo alla fine del romanzo, con le morti ravvicinate di Thomas e Hanno, il suo ottimismo e la sua fiducia nell'aiuto divino ai Buddenbrook si scalfiranno di fronte alla definitiva rovina.

#### Hanno
La parte finale del romanzo che va dalla morte di Thomas Buddenbrook a quella di Hanno è quasi interamente dedicata all'ultimo erede maschio della famiglia lubecchese, ormai in rovina. Fin da piccolo Hanno mostra un carattere molto sensibile: è un bambino timido, fragile, che si emoziona facilmente; il padre Thomas non ama questo lato caratteriale del figlio, e vede nella sua sensibilità una debolezza che si aggiunge a quella fisica.
Nonostante gli sforzi del padre di instradarlo verso il mondo degli affari, il piccolo Buddenbrook si mostra totalmente restio a quella realtà mercantile che era stata la componente principale della vita del padre, del nonno e del bisnonno. Nemmeno la scuola suscita in lui alcun interesse: Hanno è del tutto dedito alla musica, compone piccoli pezzi per pianoforte (di cui prende lezioni), e assiste con gioia alle rappresentazioni delle opere, specialmente di Wagner. Il suo unico amico, il piccolo conte Kai, è anch'egli un animo sensibile: ama scrivere e raccontare storie da lui inventate. L'adolescente Hanno verrà colpito dal tifo, e il suo fragile corpo non reggerà alla malattia. Questa viene descritta con precisione clinica: lo stesso Mann, scrivendo al fratello Heinrich, afferma di essersi dedicato allo studio di testi di medicina prima di scrivere le pagine finali del suo romanzo.
La sua morte sancisce la fine dei Buddenbrook, ma il ragazzo, nella sua breve esistenza, non risulta uno sconfitto come il padre. Egli infatti ha sempre seguito la sua passione artistica per la musica, non si è sacrificato alle volontà della famiglia, disinteressandosi della ditta Johann Buddenbrook e della scuola. Hanno risulta così l'estremo, raffinato prodotto di una famiglia nata nella durezza del commercio, ma che ha saputo raggiungere, sia pure a prezzo di dolore, incomprensione e morte, una dimensione più alta della vita.

### I simboli della decadenza
La decadenza dei Buddenbrook, tema di fondo del romanzo, viene resa da Mann con una serie di episodi simbolo, concentrati tutti nella parte finale del libro, quando la rovina della famiglia è repentina e terribile. La vendita della Mengstrasse è il primo segno di una caduta imminente. Il processo di decadenza dei Buddenbrook avviene internamente alla classe borghese stessa: con l'acquisto della Mengstrasse gli Hagenström prenderanno di fatto il posto dei Buddenbrook; una famiglia di parvenu scalza una vecchia e solida famiglia borghese, dalla forte tradizione e dal grande prestigio.
Gli altri due episodi da rilevare sono assai più terribili e profetici. Il primo, un gesto infantile del piccolo Hanno, che scarabocchiando sul diario-quaderno di famiglia, custodito gelosamente da generazioni, fa infuriare il padre Tom:
- Che roba è questa? Chi l'ha fatto? Sei stato tu?
Hanno dovette fare uno sforzo per ricordare, poi disse timido e spaventato: - Sì. - Che senso ha? Che cosa t'è venuto in mente? Rispondi! Come ti sei permesso? […].
E il piccolo Johann, arretrando e portandosi la mano alla guancia, balbettò: - Credevo… credevo… che dopo non venisse più nulla.»
Il gesto innocente e quasi inconsapevole del piccolo Hanno non è altrettanto banale agli occhi di Tom, già allo stremo delle forze e in un momento di numerose difficoltà: l'avvenimento suona come una macabra e, visti gli avvenimenti che seguiranno, esatta profezia sul futuro della famiglia.
Il terzo episodio avviene il giorno della morte di Thomas; il senatore, mentre passeggia per tornare a casa, viene colto da un fulmineo ictus e il colpo lo fa cadere a terra, esanime:
L'orribile spettacolo del corpo sporco, disteso per terra, inerte, simboleggia la definitiva caduta dei Buddenbrook: poco dopo, in seguito alla breve e penosa agonia di un Tom praticamente paralizzato, la famiglia Buddenbrook perderà il suo capofamiglia.
La decadenza descritta non è solo quella della borghesia, ma assume un significato più vasto sia a livello individuale, esemplificabile con il ciclo della vita, e sia a livello collettivo, riscontrabile nei sogni comuni, nei miti, negli imperi, negli ideali.

### Le colonne portanti dei Buddenbrook

#### La famiglia
La famiglia Buddenbrook ci è presentata nella sua quasi totale interezza fin dalle prime pagine del romanzo: altrettanto presto veniamo a conoscenza che essa non è così tranquilla e priva di problemi come appare. Il rinnegato Gotthold porta scompiglio e discussione in famiglia, come più tardi farà, seppure per motivazioni e con modalità diverse, Christian. Entrambi pagano il rifiuto di seguire la tradizione, e per questo vengono progressivamente sempre più isolati e disprezzati. Il restante blocco originale dei figli e dei nipoti di Johann Buddenbrook rimane comunque sempre molto solido, anche se quasi tutti i tentativi di allargamento della famiglia (i matrimoni di Tony, Tom, Erika e Klara) non portano grande serenità, anzi. Se i matrimoni di Tony ed Erika sono dei veri fallimenti, quello di Klara con Tiburtius dura pochissimo, mentre l'ombra dell'infedeltà (negli ultimi anni di matrimonio) cala sulla relazione tra Gerda e Tom. Con il passare del tempo la famiglia perderà tutti i suoi componenti e, cosa ancora peggiore, il nome Buddenbrook verrà cancellato (si interrompe l'albero genealogico) per sempre con la morte prematura di Hanno, unico erede di Tom.

#### La ditta
La ditta Johann Buddenbrook, le cui sorti sono legate a quelle della famiglia, è lo specchio della crisi della famiglia: come Mann si preme di sottolineare, nonostante i tanti cattivi affari, essa non rischia mai il fallimento, anzi garantisce sempre una discreta fetta di guadagni. Come ripetuto è il pessimismo di Thomas a fare apparire la situazione della ditta per come non è: questa mancanza di fiducia in un futuro porterà Thomas a stabilire, nel testamento, la liquidazione della stessa azienda di famiglia. La volontà di Tom di liquidare la ditta entro un anno dalla sua morte non gioverà alle finanze dei Buddenbrook: fretta e incapacità renderanno infatti l'operazione assai negativa.

#### La casa
L'edificio della Mengstrasse comprato da Johann Buddenbrook, dove cresceranno molti dei protagonisti del romanzo, ha sicuramente un valore affettivo fortissimo per i componenti della famiglia, ma non solo. Essa rappresenta in un certo senso la stabilità e la forza dei Buddenbrook, e, con la scritta DOMINUS PROVIDEBIT sul frontone, un chiaro segno di come la famiglia si affidasse alla protezione di Dio. Il fatto che la casa sia prima abbandonata da Tom e Gerda e poi venduta agli Hagenström (in entrambi i casi non per impellenti bisogni economici), dà un segnale forte del progressivo degrado dei Buddenbrook.

#### La religione
Ne I Buddenbrook la religione ha un ruolo abbastanza marginale. Di solito il bisogno più forte di un rapporto con Dio da parte dei componenti della famiglia caratterizza i momenti di tristezza e decadenza; quando tutto sembra andare male e il pensiero della morte incalza si fa più forte la necessità di un supporto, che è soprattutto psicologico. Così è per i due anziani consoli Buddenbrook (specialmente Elisabeth), che diventano sempre più religiosi man mano che invecchiano; lo stesso, in un certo senso, avviene per Tom.
Qualche giorno dopo aver letto Schopenhauer gli istinti borghesi di cui era permeato il suo pensiero riportano Thomas Buddenbrook alla fede in Dio e nel Paradiso; questo credo, che Tom ribadirà poco dopo, non è però dettato da una vera fede, quanto dal bisogno di una speranza nel momento più buio della sua esistenza.
Tony invece incarna perfettamente la fede cieca nella benevola volontà divina di aiutare la famiglia; tale convinzione non conosce mai crisi se non alla fine del libro, all'apice della decadenza dei Buddenbrook. Infatti il romanzo si conclude proprio sul tema religioso: le Buddenbrook rimaste si consolano al pensiero (per Tony più una speranza che una certezza) che nell'aldilà tutti i componenti della famiglia si sarebbero incontrati nuovamente.

### Il contrasto tra il mondo dell'arte e quello borghese

#### La personalità di Mann nel romanzo: il conflitto tra arte e affari
Molti aspetti della personalità di Thomas Mann sono rappresentati in Thomas e in Hanno Buddenbrook. Essi rappresentano da una parte la tradizione borghese e dall'altra la sua negazione, l'arte che si rivolta contro la repressione. Questi due aspetti sono presentati in modo antitetico: basti pensare al fatto che Thomas sia negato per la musica tanto quanto il figlio è disinteressato al commercio.
Questo conflitto irrimediabile tra due mondi diversi costituirà sempre per Mann un elemento importantissimo, che si rifletterà nella sua produzione letteraria. La conciliazione tra vita borghese e spirito rimarrà per Mann un dilemma la cui soluzione è una sola: la soppressione dell'antitesi stessa in una società non repressa, che è quella dell'homo dei auspicato nella Montagna incantata.
Gli artisti, le persone sensibili, sono dei diversi nel mondo commerciale dei Buddenbrook, e ne vengono schiacciati, ma anche il vecchio mondo duro ed inflessibile di questi ultimi è destinato a morire, proprio per il non saper capire, il non saper adattarsi ai tempi che cambiano. Nel romanzo gli artisti sono rappresentati da Gerda (nell'Ottocento la musica era consentita anche alle donne, che però erano tenute lontane sia dalla politica sia da ogni altro tipo di attività culturale) e dal figlio Hanno.
Entrambi hanno lo spirito d'artista, che li eleva e li rende incompatibili con la gretta società mercantile, compresa la stessa famiglia Buddenbrook. In un certo senso questo desiderio artistico è presente anche in Christian, che però lo esprime in modo deficitario, frequentando circoli di lettura e teatri più per divertimento che per amore effettivo per la letteratura o la recitazione. Dall'altra parte i capifamiglia Buddenbrook (Johann, Jean, Tom) riflettono appieno lo spirito affaristico, negato per l'arte e dedito esclusivamente alla scalata sociale e alla ricchezza materiale.
Unica, breve eccezione è l'incontro di Thomas con la filosofia, qualcosa di opposto alla realtà borghese in cui era cresciuto. Anche Gerda, la moglie di Tom, è costretta a tarpare il suo spirito artistico in un ambiente così poco adatto a lei come quello di Lubecca (incentiverà comunque la medesima passione nel figlio). Così non è per Hanno e il suo rapporto con la musica: se l'amore del padre per Schopenhauer era rimasto solo un episodio isolato, Hanno vive la sua breve vita trovando un mondo non represso, lo stesso che lo zio Christian aveva cercato invano nei circoli mondani e nel teatro, che gli dà gioia e felicità.

#### I protagonisti del conflitto
All'inizio la famiglia Buddenbrook è dominata da forti ed energici personaggi, attivi nel commercio, ma di mente chiusa e limitata. Rappresenta una borghesia piena di spirito imprenditoriale e di successo mercantile. Questo aspetto è incarnato principalmente dal console Jean, dal figlio e successore Thomas e dalla figlia Antonie, detta Tony.
I ribelli sono invece il vecchio Gotthold, rinnegato dal proprio padre perché ha osato sposarsi al di fuori del circolo sociale accettato; il giovane Christian, che ama la vita, l'allegria ed il divertimento; la violinista Gerda, profondamente infelice in un ambiente alieno da ogni forma di arte e di bellezza e, infine, l'adolescente Hanno. A parte Gotthold, gli altri personaggi "ribelli" sono in qualche modo legati tra loro: se il legame e l'influenza di Gerda su Hanno è ovvia, Mann accenna anche al fatto che la moglie di Tom e Christian (tanto disprezzato dal fratello) vadano d'accordo, probabilmente accomunati dallo stesso spirito così contrario alla mentalità borghese della famiglia Buddenbrook. Gotthold costituisce un'eccezione perché la sua incompatibilità non è legata ad un animo artistico, ma piuttosto ad un'esigenza di libertà e a una scelta di vita al di fuori dei rigidi schemi imposti dall'educazione.
Queste due categorie di personaggi costituiscono appunto i due avversi fronti che rappresentano lo scontro tra la mentalità borghese e quella più aperta, più libera, spesso legata all'amore per l'arte.

## Il contesto sociale e politico lubecchese

### La città e la sua organizzazione politica
Al momento della pubblicazione (1901) de I Buddenbrook, Lubecca, città anseatica, è ancora una delle città più importanti dell'Impero tedesco, anche se non più ai livelli del Medioevo, quando era una dei maggiori centri europei. Dal punto di vista geografico è situata sul basso corso del fiume Trave, alla cui foce sul Mar Baltico si trova Travemünde, la località balneare dei lubecchesi. Travemünde e Lubecca costituiscono lo sfondo dell'intera narrazione, anche se in tutto il romanzo si parla di una «località di media grandezza sul Baltico» senza mai nominarla.
Lubecca, che era anche la città natale di Mann, contava in quel periodo circa centomila abitanti. L'organizzazione politica di questa città-stato si basava su due organi: la Bürgerschaft (in cui la maggior parte degli elettori era stabilita in base al censo) e il senato (i cui membri, eletti a vita, erano di fatto scelti tra le famiglie più in vista). La carica di senatore era considerata di grande prestigio (come dimostra la grande gioia dei Buddenbrook quando Tom vince le elezioni): inoltre ogni due anni un senatore veniva scelto quale borgomastro, una specie di piccolo capo di Stato.

### La società
Dal punto di vista sociale la classe dominante nella città era l'aristocrazia mercantile (commercianti e armatori), che con i loro affari avevano reso prospera Lubecca fin dal Medioevo. Il ceto nobiliare di fatto a Lubecca non esiste, e infatti non se ne trova praticamente riferimento nel romanzo (come avviene d'altronde per il popolo). Questa grande importanza della classe mercantile spiega anche come i membri delle grandi famiglie (tra cui nel romanzo i Buddenbrook) tengano moltissimo che si rispetti e si conservi il loro buon nome.
In questo senso non appare affatto esagerato il litigio, l'ennesimo, tra Thomas e Christian Buddenbrook quando il capofamiglia viene a conoscenza che il fratello aveva dichiarato che in fondo i commercianti erano tutti imbroglioni. Si trattava di un atto che infangava il nome stesso e la tradizione dei Buddenbrook, e che era assolutamente scandaloso e pericoloso. Certo Tom Buddenbrook non vede la frase del fratello come una semplice battuta, tipica del suo fare scherzoso, anzi il suo disprezzo per lui ingigantisce oltremodo la già furiosa reazione.

## Contesto storico
Il periodo di tempo coperto dalla narrazione è all'incirca quello dal 1835 al 1877, che include quindi la maggior parte degli avvenimenti di cui fu protagonista la Germania nel XIX secolo. Gli eventi storici tuttavia lambiscono appena la vita di Lubecca (e quindi i Buddenbrook); una delle poche conseguenze di un evento storico è legata alla prussificazione della Germania, dopo la quale, a scuola di Hanno, vengono introdotti "i concetti di autorità, dovere, potenza, impiego, carriera" e la filosofia kantiana, ed in particolare l'imperativo categorico.

### Le prime idee rivoluzionarie borghesi: Morten Schwarzkopf
Anche se di fatto non si tratta di un evento storico, quando Mann descrive la figura di Morten Schwarzkopf dà anche un quadro di quali erano le idee e i sentimenti di una certa parte della borghesia tedesca di quel periodo. E queste idee di Morten costituiscono le avvisaglie di quello che sarebbero stati i moti rivoluzionari borghesi del 1848, in quanto contengono gli stessi principi che ispireranno l'Anno della Rivoluzione.
Morten, che a Gottinga è anche iscritto a una associazione studentesca, nelle lunghe passeggiate con Tony a Travemünde, parla a lungo di politica, in particolare enunciando idee rivoluzionarie per il tempo. Uno dei principi più importanti che propugna il giovane studente è l'odio per la nobiltà, o meglio per la sua esistenza come istituzione:
L'entusiasmo di Morten per i concetti di libertà (di stampa, di mestiere...) per tutti, uguaglianza tra i ceti sociali, umana fratellanza, colpiscono Tony, e ne influenzeranno, almeno in parte, le idee politiche. Quando poi Morten sparirà dalla vita di Tony, le idee del giovane studente rimarranno sopite e Tony continuerà ad amare il suo status sociale borghese e a desiderare sopra ogni cosa di proteggere il nome e la rispettabilità della famiglia Buddenbrook.
Rimane comunque il fatto che Mann attraverso le parole del giovane Schwarzkopf offre uno spaccato dei sentimenti e delle idee che una certa parte della borghesia cominciava a coltivare in quel periodo; queste aspirazioni sarebbero poi sbocciate nei moti del 1848.

### La Primavera dei Popoli

#### La rivoluzione di marzo neI Buddenbrook
In ordine cronologico il primo evento di cui si ha notizia è la Rivoluzione del 1848 in Germania, che a Lubecca si manifesta in alcuni giorni (a inizio ottobre) di agitazione del popolo che culminano in una specie di assedio al municipio, dove tra gli altri erano riuniti Jean Buddenbrook e il console Kröger. Questi tumulti, iniziati già in primavera (le Rivoluzioni di marzo) portano avanti richieste di un generale "ordine nuovo", di suffragio universale ed elezione per stati. In questa situazione il console Kröger, che rappresenta la parte conservatrice della società, non accetta le istanze della "plebaglia": invece suo genero, Jean Buddenbrook, decide di uscire dal municipio e parlare col popolo, convincendo gli insorti a tornare alle loro case, il tutto senza particolari disordini.

#### La visione di Mann
Mann non visse personalmente gli eventi del 1848 (essendo nato nel '75), ma sicuramente la descrizione dell'episodio che fornisce nel romanzo può dare delle interessanti indicazioni. Innanzitutto c'è la descrizione, affidata alle parole di diversi personaggi, delle reazioni dell'assemblea municipale al sollevamento popolare; c'è chi ha un atteggiamento sprezzante (Lebrecht Kröger), chi ne è entusiasta (Siegismund Gosch) e chi è razionale e comunque contrario ai moti (Jean Buddenbrook). È proprio Jean che decide di andare a parlare con la gente fuori dal municipio:
- Gente, che razza di scempiaggini andate mai combinando?»
Un ragazzo del popolo, di nome Smolt, cerca allora di spiegare al console la situazione, ma le sue argomentazioni vengono facilmente smontate da Jean:
Jean Buddenbrook: Senti bene Smolt, e anche voi altri! Se avete il cervello a posto ve ne andate a casa, la piantate lì con la rivoluzione e smettete di turbare l'ordine...

...

Jean Buddenbrook: ...Non sono state neanche accese le lampade, mi sembra che vada troppo in là questa rivoluzione.

...
Smort: Eh signor console, lei parla bene! Ma è per via del principio universale del diritto di voto...

Jean Buddenbrook: Santo Iddio che minchione!

...

Smort: ...vogliamo la repubblica, ecco quello che vogliamo...

Jean Buddenbrook: Ma, zuccone che sei, la repubblica ce l'avete già!

Smort: Eh, signor console, allora ne vogliamo un'altra»
A quel punto tutta la folla dei "repubblicani" comincia a ridere, la situazione si calma definitivamente e Jean coglie il momento per convincere il popolo a lasciar perdere:
(Johann Buddenbrook junior)
È così che l'agitazione in poco tempo si dissolve, facendo tornare Lubecca a una situazione di calma: complessivamente quindi l'episodio che dovrebbe simboleggiare il movimento rivoluzionario dà un'immagine di sé abbastanza ironica. I giovani rivoluzionari parlano di libertà, uguaglianza, suffragio universale, ma le loro istanze vengono smontate dall'autorità di Jean, che li convince in poco tempo a tornare a casa. Esemplare in questo senso è il fatto che per Jean si sia andati troppo oltre, anche soltanto non accendendo le lampade a olio in strada: era quindi ora che tutta quella "buffonata" finisse.

### La guerra austro-prussiana
Dopo aver attraversato degli anni di crisi economica nel sesto decennio del XIX secolo Lubecca è protagonista di due ravvicinati conflitti (intervallati da un armistizio): il secondo è la cosiddetta guerra austro-prussiana del 1866, in cui la città si schiera a fianco della Prussia contro l'Impero austriaco e i suoi alleati.
Alla fine la vittoria arrise alla Prussia di Otto von Bismarck e quindi anche a Lubecca: i Buddenbrook non vivono comunque la guerra con particolare affanno, né di fatto essa li tange minimamente, se non per il viavai di soldati e ufficiali in casa di Gerda e Thomas.

### La guerra franco-prussiana
Mentre il giovane Hanno cresce, avviene un altro grande evento: nel 1871 dopo la Guerra franco-prussiana nasce la Germania come moderno stato nazionale; infatti dopo la vittoria prussiana in tale conflitto, viene proclamata, il 18 gennaio 1871, l'unione federale (Reich, impero) degli Stati tedeschi; Guglielmo I, già re di Prussia, viene proclamato imperatore.

## I Buddenbrooke Schopenhauer
Thomas Mann durante la sua gioventù era stato profondamente influenzato dal filosofo tedesco Arthur Schopenhauer (1788-1860), ed in particolare dalla sua opera più importante: Il mondo come volontà e rappresentazione (Die Welt als Wille und Vorstellung, 1819). Non è un caso quindi che l'autore trasponga questa sua esperienza personale nel romanzo, in particolare nel suo filo conduttore, ovvero la rovina della famiglia di Lubecca. L'esplorazione del tema della decadenza non è certamente attribuibile soltanto alla lettura dell'opera schopenhaueriana; quello che è certo è che il pensiero del filosofo di Danzica, che ha tra i suoi capisaldi il rifiuto di ogni tipo di ottimismo (si parla di pessimismo cosmico), è un fattore di grande rilevanza in questa direzione.

### L'incontro di Thomas con la filosofia
È il 1874, Thomas Buddenbrook cerca invano di sollecitare Hanno a mostrare interesse ed entusiasmo per il commercio; intanto le sue condizioni fisiche peggiorano sempre più, le forze diminuiscono, le ansie per la famiglia e per la casa aumentano. Come se non bastasse il pensiero della morte che si avvicina (nonostante abbia solo 48 anni) gli fa realizzare di non essere pronto spiritualmente, e sa che la religione (tanto cara ai genitori) non potrà essergli d'aiuto.
Un giorno gli capita tra le mani un libro, che scopriremo poi essere il secondo volume de Il mondo come volontà e rappresentazione: il console, non avvezzo alla lettura, ne divora le pagine, assorto e felice:
Molte pagine non gli sono chiare, altre vengono saltate, su altri punti Thomas ritorna con desiderio febbrile di risposte: un capitolo in particolare viene letto integralmente, con attenzione maniacale: si tratta di "Della morte e del suo rapporto con l'indistruttibilità del nostro essere in sé" (capitolo 41 dei Supplementi al quarto libro).
Quest'ultima lettura è come una folgorazione per Thomas:

#### L'illuminazione schopenhaueriana/nietzchiana
La lettura delle ultime pagine lo mette in uno stato "di ebbro e oscuro sbalordimento", seguito da un periodo in cui Thomas cerca di comprendere appieno ciò che gli è stato rivelato, di abbracciare la verità che "gli era stato dato d'intravedere". Ed ecco che alla fine, come in un'epifania, "egli poté vedere":
Tom legge tra le pagine il concetto di diritto alla sofferenza dell'uomo, per la natura stessa del mondo; tale idea è una liberazione per Tom, che si era sempre vergognato dei momenti di debolezza, celandoli dietro una maschera di tranquillità.

Dopo aver scorto chiaramente ne Il mondo come volontà e rappresentazione una denuncia della vita, Tom Buddenbrook abbraccia così il pensiero di Schopenhauer, rendendosi conto dell'insensatezza della vita di tutti gli esseri viventi, dell'orrore dell'individualità, dell'inutilità del corpo, dell'organismo, prigione dell'io.
Nella lettura egli trova anche la risposta al suo problema con il piccolo Hanno, ovvero il fallimento dell'educazione dell'unico erede (nella direzione dell'operosità borghese e della dedizione al commercio):
(Thomas Buddenbrook)
Tom ripudia di dover vivere nel figlio; si affida invece alla speranza in una progenie futura, superiore ai problemi che lo stesso Tom sta vivendo nel presente e ancora più forte di fronte alle difficoltà. Tom (Mann) approda così all'ideale di un fanciullo "puro, crudele, allegro": da Schopenhauer è arrivato al superuomo di Friedrich Nietzsche.

Infatti l'interpretazione che il senatore fa delle massime schopenhaueriane risente dell'influenza di Nietzsche, alla cui filosofia si era affacciato in gioventù lo stesso Thomas Mann, rimanendone estremamente affascinato (come sarà poi per Schopenhauer e per la musica wagneriana).
Le mille risposte trovate nella filosofia fanno sì che una felicità indicibile si impossessi di Tom, che piange di contentezza di fronte all'illuminazione del suo spirito, libero dalle costrizioni mentali che lo avevano attanagliato per tutta la sua esistenza.

#### La rinuncia alla verità
Dopo questi momenti di irrazionale ma autentica presa di coscienza Thomas comincia progressivamente a tornare ai pensieri che lo avevano accompagnato negli ultimi tempi:
Thomas Buddenbrook, penultimo di una dinastia destinata ad estinguersi, dopo aver trovato nella "lettura meravigliosa" la verità e le risposte ai suoi problemi, si fa cogliere dai dubbi su quello che pochi giorni prima aveva reputato una grandiosa illuminazione. Il suo spirito borghese, la sua vanità, il suo orgoglio di senatore, uomo d'affari e capofamiglia si risvegliano; presto abbandona ogni proposito di concludere la lettura de Il mondo come volontà e rappresentazione e infine ripone il libro al suo posto nella libreria.
Tom cerca di uscire dal suo scoramento affidandosi a Dio (che paradossalmente non trova posto nel sistema filosofico di Schopenhauer), come insegnatogli dai genitori; ben presto però capisce che anche questa strada è piena di dubbi: «Ah, nemmeno in quel modo trovava la pace».
Alla fine Thomas decide di continuare la sua vita come prima, affidandosi a Dio, ma senza far corrispondere a ciò un cambiamento. Si limita a sistemare i suoi affari terreni, redigendo il testamento.

### Hanno e la musica
Il personaggio di Hanno Buddenbrook fugge dalla vita reale attraverso la musica (il cui amore gli è stato trasmesso dalla madre); questo avviene sia esercitando personalmente tale arte (suonando e componendo semplici pezzi) sia ascoltandola (in particolare il dramma wagneriano Tristano e Isotta). In questo senso anche l'ultimo Buddenbrook segue, involontariamente, una via di liberazione dalla sofferenza, l'arte, come lo stesso Schopenhauer affermava. Infatti per il filosofo tedesco il primo, meno efficace, dei tre mezzi per negare ed annientare la volontà di vivere, responsabile del dolore che affligge l'esistenza umana, è proprio l'arte. L'iter salvifico alla fine del quale la volontà di vivere è sconfitta è composto dall'arte, seguita dall'etica della pietà e dall'ascesi.
In questo senso Hanno Buddenbrook simboleggia il conflitto dello stesso Thomas Mann tra arte e vita.

## Albero genealogico della famiglia Buddenbrook
|                 |                 |                  |                  |                  |                  |                  |                  |                |                |                |                |                      |                |                |                |                |                |                 |                 | (??? generazioni) |                 |                 |                 |                  |                  |                  |                  |                  |                  |              |              |                     |                     |                     |                     |                     |                     |                  |                  |                              |                              |                              |                              |                              |                              |                   |                   |                   |                   |                   |                   |  |  |  |  |  |  |  |  |  |  |  |  |  |  |  |  |  |  |  |  |  |  |  |  |  |  |  |  |  |  |  |  |  |  |  |  |
|                 |                 |                  |                  |                  |                  |                  |                  |                |                |                |                |                      |                |                |                |                |                |                 |                 |                   |                 |                 |                 |                  |                  |                  |                  |                  |                  |              |              |                     |                     |                     |                     |                     |                     |                  |                  |                              |                              |                              |                              |                              |                              |                   |                   |                   |                   |                   |                   |  |  |  |  |  |  |  |  |  |  |  |  |  |  |  |  |  |  |  |  |  |  |  |  |  |  |  |  |  |  |  |  |  |  |  |  |
|                 |                 |                  |                  |                  |                  |                  |                  |                |                |                |                |                      |                |                |                |                |                |                 |                 |                   |                 |                 |                 |                  |                  |                  |                  |                  |                  |              |              |                     |                     |                     |                     |                     |                     |                  |                  |                              |                              |                              |                              |                              |                              |                   |                   |                   |                   |                   |                   |  |  |  |  |  |  |  |  |  |  |  |  |  |  |  |  |  |  |  |  |  |  |  |  |  |  |  |  |  |  |  |  |  |  |  |  |
|                 |                 |                  |                  |                  |                  |                  |                  | Josephine      | Josephine      | Josephine      | Josephine      | Josephine            | Josephine      |                |                |                |                |                 |                 | Johann (sr.)      | Johann (sr.)    | Johann (sr.)    | Johann (sr.)    | Johann (sr.)     | Johann (sr.)     |                  |                  |                  |                  |              |              | Antoinette Duchamps | Antoinette Duchamps | Antoinette Duchamps | Antoinette Duchamps | Antoinette Duchamps | Antoinette Duchamps |                  |                  |                              |                              |                              |                              |                              |                              |                   |                   |                   |                   |                   |                   |  |  |  |  |  |  |  |  |  |  |  |  |  |  |  |  |  |  |  |  |  |  |  |  |  |  |  |  |  |  |  |  |  |  |  |  |
|                 |                 |                  |                  |                  |                  |                  |                  | Josephine      | Josephine      | Josephine      | Josephine      | Josephine            | Josephine      |                |                |                |                |                 |                 | Johann (sr.)      | Johann (sr.)    | Johann (sr.)    | Johann (sr.)    | Johann (sr.)     | Johann (sr.)     |                  |                  |                  |                  |              |              | Antoinette Duchamps | Antoinette Duchamps | Antoinette Duchamps | Antoinette Duchamps | Antoinette Duchamps | Antoinette Duchamps |                  |                  |                              |                              |                              |                              |                              |                              |                   |                   |                   |                   |                   |                   |  |  |  |  |  |  |  |  |  |  |  |  |  |  |  |  |  |  |  |  |  |  |  |  |  |  |  |  |  |  |  |  |  |  |  |  |
|                 |                 |                  |                  |                  |                  |                  |                  |                |                |                |                |                      |                |                |                |                |                |                 |                 |                   |                 |                 |                 |                  |                  |                  |                  |                  |                  |              |              |                     |                     |                     |                     |                     |                     |                  |                  |                              |                              |                              |                              |                              |                              |                   |                   |                   |                   |                   |                   |  |  |  |  |  |  |  |  |  |  |  |  |  |  |  |  |  |  |  |  |  |  |  |  |  |  |  |  |  |  |  |  |  |  |  |  |
|                 |                 | signorina Stüwig | signorina Stüwig | signorina Stüwig | signorina Stüwig | signorina Stüwig | signorina Stüwig |                |                |                |                |                      |                | Gotthold       | Gotthold       | Gotthold       | Gotthold       | Gotthold        | Gotthold        |                   |                 |                 |                 |                  |                  | Johann (jr.)     | Johann (jr.)     | Johann (jr.)     | Johann (jr.)     | Johann (jr.) | Johann (jr.) |                     |                     |                     |                     |                     |                     | Elisabeth Kröger | Elisabeth Kröger | Elisabeth Kröger             | Elisabeth Kröger             | Elisabeth Kröger             | Elisabeth Kröger             |                              |                              |                   |                   |                   |                   |                   |                   |  |  |  |  |  |  |  |  |  |  |  |  |  |  |  |  |  |  |  |  |  |  |  |  |  |  |  |  |  |  |  |  |  |  |  |  |
|                 |                 | signorina Stüwig | signorina Stüwig | signorina Stüwig | signorina Stüwig | signorina Stüwig | signorina Stüwig |                |                |                |                |                      |                | Gotthold       | Gotthold       | Gotthold       | Gotthold       | Gotthold        | Gotthold        |                   |                 |                 |                 |                  |                  | Johann (jr.)     | Johann (jr.)     | Johann (jr.)     | Johann (jr.)     | Johann (jr.) | Johann (jr.) |                     |                     |                     |                     |                     |                     | Elisabeth Kröger | Elisabeth Kröger | Elisabeth Kröger             | Elisabeth Kröger             | Elisabeth Kröger             | Elisabeth Kröger             |                              |                              |                   |                   |                   |                   |                   |                   |  |  |  |  |  |  |  |  |  |  |  |  |  |  |  |  |  |  |  |  |  |  |  |  |  |  |  |  |  |  |  |  |  |  |  |  |
|                 |                 |                  |                  |                  |                  |                  |                  |                |                |                |                |                      |                |                |                |                |                |                 |                 |                   |                 |                 |                 |                  |                  |                  |                  |                  |                  |              |              |                     |                     |                     |                     |                     |                     |                  |                  |                              |                              |                              |                              |                              |                              |                   |                   |                   |                   |                   |                   |  |  |  |  |  |  |  |  |  |  |  |  |  |  |  |  |  |  |  |  |  |  |  |  |  |  |  |  |  |  |  |  |  |  |  |  |
|                 |                 |                  |                  |                  |                  |                  |                  |                |                |                |                |                      |                |                |                |                |                |                 |                 |                   |                 |                 |                 |                  |                  |                  |                  |                  |                  |              |              |                     |                     |                     |                     |                     |                     |                  |                  |                              |                              |                              |                              |                              |                              |                   |                   |                   |                   |                   |                   |  |  |  |  |  |  |  |  |  |  |  |  |  |  |  |  |  |  |  |  |  |  |  |  |  |  |  |  |  |  |  |  |  |  |  |  |
| Friederike      | Friederike      | Friederike       | Friederike       | Friederike       | Friederike       |                  |                  | Henriette      | Henriette      | Henriette      | Henriette      | Henriette            | Henriette      |                |                | Pfiffi         | Pfiffi         | Pfiffi          | Pfiffi          | Pfiffi            | Pfiffi          |                 |                 | Christian        | Christian        | Christian        | Christian        | Christian        | Christian        |              |              |                     |                     | Klara               | Klara               | Klara               | Klara               | Klara            | Klara            |                              |                              |                              |                              |                              |                              | Sievert Tiburtius | Sievert Tiburtius | Sievert Tiburtius | Sievert Tiburtius | Sievert Tiburtius | Sievert Tiburtius |  |  |  |  |  |  |  |  |  |  |  |  |  |  |  |  |  |  |  |  |  |  |  |  |  |  |  |  |  |  |  |  |  |  |  |  |
| Friederike      | Friederike      | Friederike       | Friederike       | Friederike       | Friederike       |                  |                  | Henriette      | Henriette      | Henriette      | Henriette      | Henriette            | Henriette      |                |                | Pfiffi         | Pfiffi         | Pfiffi          | Pfiffi          | Pfiffi            | Pfiffi          |                 |                 | Christian        | Christian        | Christian        | Christian        | Christian        | Christian        |              |              |                     |                     | Klara               | Klara               | Klara               | Klara               | Klara            | Klara            |                              |                              |                              |                              |                              |                              | Sievert Tiburtius | Sievert Tiburtius | Sievert Tiburtius | Sievert Tiburtius | Sievert Tiburtius | Sievert Tiburtius |  |  |  |  |  |  |  |  |  |  |  |  |  |  |  |  |  |  |  |  |  |  |  |  |  |  |  |  |  |  |  |  |  |  |  |  |
|                 |                 |                  |                  |                  |                  |                  |                  |                |                |                |                |                      |                |                |                |                |                |                 |                 |                   |                 |                 |                 |                  |                  |                  |                  |                  |                  |              |              |                     |                     |                     |                     |                     |                     |                  |                  |                              |                              |                              |                              |                              |                              |                   |                   |                   |                   |                   |                   |  |  |  |  |  |  |  |  |  |  |  |  |  |  |  |  |  |  |  |  |  |  |  |  |  |  |  |  |  |  |  |  |  |  |  |  |
|                 |                 |                  |                  |                  |                  |                  |                  |                |                |                |                |                      |                |                |                |                |                |                 |                 |                   |                 |                 |                 |                  |                  |                  |                  |                  |                  |              |              |                     |                     |                     |                     |                     |                     |                  |                  |                              |                              |                              |                              |                              |                              |                   |                   |                   |                   |                   |                   |  |  |  |  |  |  |  |  |  |  |  |  |  |  |  |  |  |  |  |  |  |  |  |  |  |  |  |  |  |  |  |  |  |  |  |  |
|                 |                 |                  |                  |                  |                  |                  |                  |                |                |                |                |                      |                |                |                |                |                |                 |                 |                   |                 |                 |                 |                  |                  |                  |                  |                  |                  |              |              |                     |                     |                     |                     |                     |                     |                  |                  |                              |                              |                              |                              |                              |                              |                   |                   |                   |                   |                   |                   |  |  |  |  |  |  |  |  |  |  |  |  |  |  |  |  |  |  |  |  |  |  |  |  |  |  |  |  |  |  |  |  |  |  |  |  |
| Bendix Grünlich | Bendix Grünlich | Bendix Grünlich  | Bendix Grünlich  | Bendix Grünlich  | Bendix Grünlich  |                  |                  |                |                |                |                | Antonie (Tony)       | Antonie (Tony) | Antonie (Tony) | Antonie (Tony) | Antonie (Tony) | Antonie (Tony) |                 |                 |                   |                 |                 |                 | Alois Permaneder | Alois Permaneder | Alois Permaneder | Alois Permaneder | Alois Permaneder | Alois Permaneder |              |              |                     |                     | Thomas              | Thomas              | Thomas              | Thomas              | Thomas           | Thomas           |                              |                              |                              |                              |                              |                              | Gerda Arnoldsen   | Gerda Arnoldsen   | Gerda Arnoldsen   | Gerda Arnoldsen   | Gerda Arnoldsen   | Gerda Arnoldsen   |  |  |  |  |  |  |  |  |  |  |  |  |  |  |  |  |  |  |  |  |  |  |  |  |  |  |  |  |  |  |  |  |  |  |  |  |
| Bendix Grünlich | Bendix Grünlich | Bendix Grünlich  | Bendix Grünlich  | Bendix Grünlich  | Bendix Grünlich  |                  |                  |                |                |                |                | Antonie (Tony)       | Antonie (Tony) | Antonie (Tony) | Antonie (Tony) | Antonie (Tony) | Antonie (Tony) |                 |                 |                   |                 |                 |                 | Alois Permaneder | Alois Permaneder | Alois Permaneder | Alois Permaneder | Alois Permaneder | Alois Permaneder |              |              |                     |                     | Thomas              | Thomas              | Thomas              | Thomas              | Thomas           | Thomas           |                              |                              |                              |                              |                              |                              | Gerda Arnoldsen   | Gerda Arnoldsen   | Gerda Arnoldsen   | Gerda Arnoldsen   | Gerda Arnoldsen   | Gerda Arnoldsen   |  |  |  |  |  |  |  |  |  |  |  |  |  |  |  |  |  |  |  |  |  |  |  |  |  |  |  |  |  |  |  |  |  |  |  |  |
|                 |                 |                  |                  |                  |                  |                  |                  |                |                |                |                |                      |                |                |                |                |                |                 |                 |                   |                 |                 |                 |                  |                  |                  |                  |                  |                  |              |              |                     |                     |                     |                     |                     |                     |                  |                  |                              |                              |                              |                              |                              |                              |                   |                   |                   |                   |                   |                   |  |  |  |  |  |  |  |  |  |  |  |  |  |  |  |  |  |  |  |  |  |  |  |  |  |  |  |  |  |  |  |  |  |  |  |  |
|                 |                 |                  |                  |                  |                  | Erika Grünlich   | Erika Grünlich   | Erika Grünlich | Erika Grünlich | Erika Grünlich | Erika Grünlich |                      |                |                |                |                |                | Hugo Weinschenk | Hugo Weinschenk | Hugo Weinschenk   | Hugo Weinschenk | Hugo Weinschenk | Hugo Weinschenk |                  |                  |                  |                  |                  |                  |              |              |                     |                     |                     |                     |                     |                     |                  |                  | Hanno (Justus Johann Kaspar) | Hanno (Justus Johann Kaspar) | Hanno (Justus Johann Kaspar) | Hanno (Justus Johann Kaspar) | Hanno (Justus Johann Kaspar) | Hanno (Justus Johann Kaspar) |                   |                   |                   |                   |                   |                   |  |  |  |  |  |  |  |  |  |  |  |  |  |  |  |  |  |  |  |  |  |  |  |  |  |  |  |  |  |  |  |  |  |  |  |  |
|                 |                 |                  |                  |                  |                  | Erika Grünlich   | Erika Grünlich   | Erika Grünlich | Erika Grünlich | Erika Grünlich | Erika Grünlich |                      |                |                |                |                |                | Hugo Weinschenk | Hugo Weinschenk | Hugo Weinschenk   | Hugo Weinschenk | Hugo Weinschenk | Hugo Weinschenk |                  |                  |                  |                  |                  |                  |              |              |                     |                     |                     |                     |                     |                     |                  |                  | Hanno (Justus Johann Kaspar) | Hanno (Justus Johann Kaspar) | Hanno (Justus Johann Kaspar) | Hanno (Justus Johann Kaspar) | Hanno (Justus Johann Kaspar) | Hanno (Justus Johann Kaspar) |                   |                   |                   |                   |                   |                   |  |  |  |  |  |  |  |  |  |  |  |  |  |  |  |  |  |  |  |  |  |  |  |  |  |  |  |  |  |  |  |  |  |  |  |  |
|                 |                 |                  |                  |                  |                  |                  |                  |                |                |                |                |                      |                |                |                |                |                |                 |                 |                   |                 |                 |                 |                  |                  |                  |                  |                  |                  |              |              |                     |                     |                     |                     |                     |                     |                  |                  |                              |                              |                              |                              |                              |                              |                   |                   |                   |                   |                   |                   |  |  |  |  |  |  |  |  |  |  |  |  |  |  |  |  |  |  |  |  |  |  |  |  |  |  |  |  |  |  |  |  |  |  |  |  |
|                 |                 |                  |                  |                  |                  |                  |                  |                |                |                |                | Elisabeth Weinschenk |                |                |                |                |                |                 |                 |                   |                 |                 |                 |                  |                  |                  |                  |                  |                  |              |              |                     |                     |                     |                     |                     |                     |                  |                  |                              |                              |                              |                              |                              |                              |                   |                   |                   |                   |                   |                   |  |  |  |  |  |  |  |  |  |  |  |  |  |  |  |  |  |  |  |  |  |  |  |  |  |  |  |  |  |  |  |  |  |  |  |  |

## Personaggi

### Famiglia Buddenbrook

#### Johann Buddenbrook senior (1765-1842)
Proprietario dell'omonima ditta quando inizia la narrazione, il console Buddenbrook conduce la stessa in un periodo di prosperità. Johann senior infatti aveva guadagnato molto fornendo armi all'esercito. Simbolo della ricchezza e del lustro della famiglia è la grande casa di Mengstrasse in cui i Buddenbrook si intrattengono assieme a parenti ed amici nelle prime scene del romanzo. Si sposa la prima volta con Josephine, che morirà dando alla luce il primogenito Gotthold, e poi con Antoinette Duchamps, da cui ha il secondo maschio, Jean. Dopo la cacciata di Gotthold sarà Jean ad ereditare il controllo della ditta, quando lo stanco padre decise di abbandonare gli affari; si spegne poco dopo la morte della moglie.

#### Madame Antoinette Duchamps in Buddenbrook (?-1842)
Appartenente ad una ricca e prestigiosa famiglia amburghese, sposa Johann Buddenbrook: l'unico figlio dei due è Jean (Johann junior).

#### Gotthold Buddenbrook (1796-1856)
Primogenito di Johann, avuto dal breve matrimonio con Josephine, avrà un rapporto conflittuale col padre, che vede nella sua nascita la distruzione della sua felicità:
Il rapporto col padre si incrina del tutto quando, andando contro la sua volontà, sposa una certa signorina Stüwig, di umili origini, aprendo con lei una bottega, e tirando avanti con questa attività. Il padre di fatto lo disereda negandogli ogni appoggio pur vivendo nell'agiatezza, mentre il figlio Jean non riesce a capire l'odio del padre per il fratello. Gotthold torna in buoni rapporti con la famiglia dopo il funerale del padre, e spesso visita i parenti con le tre figlie, che anche dopo la sua morte rimarranno zitelle, invidiose della fortuna del ramo ricco della famiglia Buddenbrook.

#### Johann Buddenbrook junior, detto Jean (ca. 1800-1855)
Figlio di Johann e Antoinette, nel 1825 sposa Elisabeth Kröger, da cui ha quattro figli. Di spirito cristiano e assai devoto (prega molto, ama trascrivere i passi delle sacre scritture), Jean ringrazia spesso Dio per le sue fortune, per gli accidenti a cui lo ha salvato. Il diario di famiglia, dove vengono annotati i principali avvenimenti riguardanti i Buddenbrook, è pieno di ringraziamenti per ogni cosa buona che capita alla famiglia. Jean è molto legato agli affari della ditta, che antepone per importanza ad ogni cosa, perfino al benessere del fratello Gottohold, inviso al padre. Nonostante gli sforzi, sotto di lui la ditta attraversa un calo rispetto alle gestioni precedenti, anche per colpa della sfortuna o di scelte poco azzeccate (come il matrimonio di Tony con Grünlich, che si rivelerà un mascalzone). Nel testamento provvede a nominare Thomas e Marcus soci della ditta affinché la portino avanti.

#### Elisabeth Kröger in Buddenbrook, dettaBethsy(ca. 1803-1871)
Moglie di Jean Buddenbrook e madre di quattro figli: Antonie, Christian, Thomas e Klara.

#### Antonie Buddenbrook in Grünlich in Permaneder, dettaTony(1827-?)
Figlia di Bethsy e Johann, Tony è ragazzina molto vivace, amante degli scherzi, orgogliosa del suo status privilegiato, da cui deriva una certa boria e beffarda mancanza di rispetto per gli altri. Oltre all'arroganza Tony dimostra anche una forte rivalità verso i suoi coetanei esponenti dell'alta borghesia (Hagenström) o della nobiltà:
Tony decide di sposare Grünlich pur non amandolo affatto; il gesto è motivato dalla volontà di rendersi attivamente partecipe della storia della famiglia, conscia del ruolo che ricopre:
Il successivo divorzio non turba eccessivamente Tony, che vive con apprensione i difficili momenti dei Buddenbrook, soprattutto la morte del padre Jean ed i contrasti tra i fratelli Tom e Christian.
Man mano che il tempo passa, smette di fare scherzi di cattivo gusto, si rende conto di non essere più una ragazzina e comincia a preoccuparsi di non trovare marito. Per distrarsi si reca da un'amica a Monaco di Baviera; qui incontra Alois Permaneder, il quale poco tempo dopo il ritorno a Lubecca della donna si recherà alla Mengstrasse per chiederne la mano. Tony non ama Alois, ma alla fine lo sposa per il nome della famiglia, per adempiere al suo ruolo:
(Antonie Buddenbrook)
Anche il matrimonio con Permaneder si rivela presto disastroso e Tony decide di tornare alla Mengstrasse. Nonostante il fratello cerchi di farla ragionare, Tony chiede ed ottiene il divorzio, tornando a vivere nella famiglia Buddenbrook assieme ad Erika. Tony vive con gioia i momenti felici che, sotto l'iniziale gestione di Tom, la famiglia e la ditta passano (buoni affari, nomina a senatore, casa nuova...); successivamente i problemi per i Buddenbrook aumentano, in particolare per Tony ed Erika a causa del processo a Weinschenk. Tony teme che il processo distrugga il buon matrimonio della figlia, per il quale lei stessa si era impegnata come fosse suo. Purtroppo le peggiori previsioni si avverano e Weinschenk (secondo Tony anche per colpa del magistrato Hagenström) è condannato a oltre tre anni di carcere.
Gli anni successivi sono pieni di disgrazie per i Buddenbrook: la situazione economica porta Tom a vendere la vecchia e largamente inutilizzata Mengstrasse, alla quale Tony si oppone con tutte le sue forze, soprattutto quando scopre che il compratore è l'odiato Hermann Hagenström. Alla fine Tom riesce a convincere la disperata sorella, che trasloca insieme ad Erika e alla nipote Elisabeth Weinschenk. Mentre le cose in famiglia vanno sempre peggio Hugo esce finalmente di prigione, ma dopo poco tempo con la scusa di un viaggio se ne andrà per sempre da Lubecca, lasciando Erika a vivere sola con la madre e la figlia. Tony vive con sofferenza le morti di Tom e di Hanno e la fallimentare liquidazione della ditta. Nell'ultima scena del romanzo, quando Gerda si prepara a tornare ad Amsterdam, Tony è addolorata per la scelta della vedova Buddenbrook, ma decisa a mantenere la dignità che il suo cognome le impone:
Accanto a questo sentimento di orgoglio Tony mostra anche tutto il suo sconforto per tutto quello che è successo (specialmente la morte dell'amatissimo Hanno), domandandosi se sia vero o meno che un giorno, in Cielo, i Buddenbrook potranno ricongiungersi.

#### Klara Buddenbrook in Tiburtius (1838-1864)
Figlia di Jean ed Elisabeth, sposa Sievert Tiburtius, pastore di Riga a diciannove anni circa: ragazza dalla salute cagionevole, le sue condizioni peggiorano durante gli anni di matrimonio, fino a portarla ad una precoce morte.

#### Thomas Buddenbrook, dettoTom(1826-1875)
Fin da ragazzo il figlio di Jean e Bethsy ha un "carattere equilibrato" e mostra di essere "saggiamente sereno"; intelligente e solido, serio, a volte troppo freddo, conduce la sua vita per lavorare e far prosperare i commerci della ditta:
(Thomas Buddenbrook)
Thomas prosegue il suo percorso di istruzione sugli affari della ditta, anche discutendo col padre di alcuni problemi di gestione, anche se la sua visione di organizzazione è più spregiudicata. Quando subentra a capo dell'azienda di famiglia, con socio il signor Marcus, gestisce gli affari in maniera meno prudente del padre, ma riesce ad ottenere ottimi risultati e ammirazione da parte dei colleghi commercianti. Durante un soggiorno ad Amsterdam conosce e si fidanza con Gerda Arnoldsen, donna intelligente, bella e dell'animo artistico oltre che ricca:
(Thomas Buddenbrook)
Prima dell'incontro con Gerda, Tom aveva dovuto interrompere la relazione con una bella fioraia di nome Anna, in quanto le loro posizioni sociali e le ambizioni dell'uomo non avrebbero mai permesso che la loro storia potesse continuare.

Diventato capofamiglia, sposato e a capo della ditta Johann Buddenbrook Tom allaccia ottimi rapporti con la sorella Tony mentre per il fratello Christian avrà solo disprezzo, tanto che alla fine quest'ultimo si allontana da Lubecca. Dopo un periodo in cui tutto sembra andare bene (nascita dell'erede Hanno, nomina a senatore) sopravvengono problemi familiari, economici e politici che lo portano ad un crollo. Tom è oberato di impegni, e nonostante i suoi sforzi le cose non vanno nel verso giusto; sempre più in difficoltà cerca una risposta alle sue incertezze nella filosofia. Un giorno come gli altri, in seguito all'estrazione di un dente, è colto da un attacco che in poco tempo lo porta alla morte.

#### Christian Buddenbrook (1828-?)
Christian è fin da bambino di carattere istrionico, ama fare scherzi e imitazioni, e le sue "sciocche buffonerie" destano simpatia nella maggior parte della gente che conosce. Crescendo mantiene il carattere divertente ed originale, anche se il suo atteggiamento gaudente gli procura le prime antipatie da parte del fratello Tom, serio e responsabile. Infatti, se da una parte Christian è un buontempone, dall'altra mostra una estrema pigrizia e uno scarso interesse per gli affari della ditta. Inoltre la sua salute è cagionevole, e una serie di indefiniti malanni gli impediscono di applicarsi al lavoro. Per fargli acquisire esperienza nel campo del commercio viene spesso mandato all'estero, ma anche in questi posti si dedica più al divertimento (donne, teatro, musica, etc...) che al lavoro. Alla morte del padre viene assunto dal fratello per occuparsi della corrispondenza inglese della ditta ma, anche a causa delle sue cattive condizioni di salute, perde pian piano voglia ed entusiasmo, e si assenta sempre di più dal lavoro. In questo periodo il rapporto tra Tom e Christian diventa quanto mai conflittuale: la cosa che fa imbestialire il nuovo capofamiglia Buddenbrook è che l'integerrimo nome di famiglia sia macchiato dalla sua reputazione. I rapporti tra i due fratelli peggiorano sempre più, finché Christian non va via di casa per sposare Aline, una ragazza di facili costumi di cui si era innamorato e da cui aveva avuto una figlia. Poco dopo, le sue condizioni di salute lo costringono a farsi ricoverare in un istituto ("un manicomio ad Amburgo", dirà Hanno nella Parte undicesima), dove rimarrà fino alla fine del romanzo.

#### Gerda Arnoldsen in Buddenbrook (1828-?)
Donna molto bella e abilissima violinista, appartiene ad una ricca famiglia di commercianti olandesi; ad Amsterdam conosce Thomas Buddenbrook, che la sposa, e la coppia si trasferisce a Lubecca. L'animo artistico di Gerda non si addice però all'ambiente tedesco, né a quello della famiglia Buddenbrook; Gerda esce di rado di casa e si svaga solamente con la musica, passione che trasmette anche al figlio Hanno. Una volta che sia il marito sia il figlio sono morti ormai nulla la trattiene più a Lubecca e decide di tornare ad Amsterdam.

#### Justus Johann Kaspar Buddenbrook, dettoHanno(1861-1877)
Figlio di Gerda e Thomas, fin da piccolo mostra di avere un fisico debole ed una personalità molto sensibile; bambino molto quieto, riservato e mite, Hanno eredita dalla madre la grande passione per la musica. Gerda gli fa prendere lezioni di pianoforte e propedeutica musicale dal maestro Edmund Pfuhl; il giovane Buddenbrook inizia così, oltre a suonare, a comporre semplici brani musicali.
Il padre Tom mostra preoccupazioni sul futuro del figlio, visto il suo carattere fragile e la sua salute cagionevole; i suoi timori aumentano quando il figlio, crescendo, si mostra anche poco incline allo studio. Tom decide così di mandarlo ad un istituto tecnico, con la speranza futura di farlo entrare nella ditta di famiglia. Hanno si dimostrerà completamente refrattario al mondo degli affari e alla fine Thomas si rassegna al fatto che l'erede non si occuperà mai della ditta.
La vita di Hanno è caratterizzata da rari momenti di gioia e spensieratezza, legati alla musica (quando suona, compone o assiste alle rappresentazioni delle opere, specialmente di quelle di Wagner) e alla forte amicizia con il piccolo conte Kai Mölln. Kai è di fatto l'unico grande amico, fin dall'infanzia, del giovane Buddenbrook.

#### Erika Grünlich
Figlia di Bendix e Antonie, si accasa con Hugo Weinschenk, che si occupa di assicurazioni, e dal quale ha una figlia: Elisabeth. Tempo dopo il marito viene processato, condannato e rinchiuso in carcere, e la povera Erika passa tre anni circa in casa con la madre Tony e la figlia. Quando Hugo esce di prigione i rapporti tra i due sono ormai compromessi, tanto che poco dopo il rilascio Hugo finge di recarsi per lavoro a Londra (in realtà va ad Amburgo), per non tornare mai più.

#### Klothilde Buddenbrook, dettaThilde
Fin da giovane molto magra ma di grande appetito (come una «parente povera alla mensa gratuita del ricco»), non mostra interesse al matrimonio e intorno al 1870 Thomas le trova una comoda sistemazione in un monastero.

### Parenti prossimi o acquisiti
- Lebrecht Kröger: cavaliere alla moda appartenente all'alta borghesia che oramai tende a scomparire, è padre di Elisabeth, sposa di Jean. È un personaggio che appare pochissimo, se non nelle circostanze che portano alla sua morte: di ritorno con il genero da una riunione del consiglio comunale turbata da dei rivoltosi che inneggiavano alla rivoluzione, esprime tutto il disprezzo e l'odio per costoro. Allontanatisi dalla zona delle sommosse i due si dirigono verso casa in carrozza, ma il console è colpito fulmineamente da un malore e decede.
- Sievert Tiburtius: è un pastore di Riga, un ometto piccolo e magro, dalla personalità tranquilla, che capita in casa dei Buddenbrook in qualità di ospite durante il periodo in cui la consolessa organizza incontri religiosi, recite di salmi e cose simili. Conosce così Klara, e ottiene la sua mano, cosicché i due si trasferiscono a Riga: la moglie però muore molto presto a causa dell'aggravarsi delle sue, già non buone, condizioni di salute.
- Bendix Grünlich: Grünlich è un disonesto affarista di Amburgo che, trovatosi pieno di debiti, decide con la complicità del banchiere Kesselmeyer di risollevare la sua situazione economica sposando Tony per ottenerne la dote. Sicuro dell'appoggio dei genitori di Tony, Bendix comincia una corte serratissima alla ragazza; Tony, nonostante non lo ami affatto, alla fine decide che sposare Bendix è la cosa migliore per il bene della ditta. Una volta celebrato il matrimonio però Bendix comincia a mostrare la sua vera faccia: conduce una vita parca perché la situazione economica continua a peggiorare, litiga sempre di più con la moglie, nonostante la nascita della figlia Erika. Quattro anni dopo il matrimonio, la sua situazione economica è ad un punto di non ritorno; così Grünlich decide di chiedere l'aiuto del suocero ma, nonostante sforzi e suppliche, non riesce a smuovere Jean, ben deciso a lasciarlo sprofondare nei debiti. Resosi conto che dai Buddenbrook non avrà aiuti, lui e Kesselmeyer si sfogano su Tony e Jean, rivelando la verità sull'imbroglio da loro ordito.
- Alois Permaneder: commerciante di luppolo a Monaco di Baviera, dove fa la conoscenza di Tony Buddenbrook; poco dopo che la donna è tornata a Lubecca con una scusa si reca in casa Buddenbrook e in poco tempo riesce a ottenere la mano di Antonie, nonostante i suoi modi rozzi e volgari non destino una buona impressione nei Buddenbrook. La coppia si trasferisce dunque in Baviera: ben presto però il matrimonio entra in crisi, soprattutto dopo che Tony perde la figlia appena nata poco dopo il parto. I rapporti tra i due diventano sempre più difficili, anche perché al contrario dei desideri della moglie Permaneder si allontana definitivamente dagli affari, vivendo di rendita e mostrando un lato pigro e una mancanza di ambizioni che Tony non sopporta. Quando Thomas chiederà a Permaneder il divorzio tra lui e la sorella, sorprendentemente l'uomo non farà alcuna resistenza: esce così definitivamente dalla storia.
- Hugo Weinschenk: si occupa di assicurazioni in caso di incendio (lavoro che lo stesso Mann aveva intrapreso nel 1894), facendo buoni affari che gli portano una fama di buon partito, oltre ad un aspetto piacevole ed un fisico prestante. Weinschenk si sposa con Erika Grünlich, figlia di Tony, da cui ha una bambina: Elisabeth. Viene poi incriminato per alcune sue manovre affaristiche illecite: al processo risulta colpevole e viene condannato a tre anni e mezzo di prigione. Quando esce dal carcere il suo spirito, anche se non il corpo, è mutato, e non riesce a reinserirsi in famiglia e nella società: poco tempo dopo si reca ad Amburgo per alcuni affari, ma da quel momento in poi non si fa più vivo.

### Altri personaggi importanti
- Ida Jungmann: è la fedelissima governante dei Buddenbrook, che si occupa dei piccoli figli di Jean prima e poi di Hanno: vive con partecipazione tutti gli eventi che riguardano quella famiglia di cui in un certo senso fa parte, fino alla fine. Emblematicamente rappresentante la crisi della famiglia è il momento in cui, dopo la morte di Thomas Buddenbrook, viene licenziata da Gerda (come era successo tempo addietro al fedele maggiordomo Anton), nonostante i decenni di servizio costante e premuroso verso ogni membro della famiglia.
- Friedrich Grabow: Grabow è il medico di famiglia fin dal periodo dell'acquisto della Mengstrasse, ed è sempre presente nei momenti di lutto dei Buddenbrook.
- Therese Weichbrodt, detta Sesemi: appare per la prima volta nel romanzo quando accoglie nel suo collegio la giovane ma irrequieta Tony Buddenbrook, diventandone grande amica; negli anni a venire frequenta sempre più la famiglia Buddenbrook, dando il suo appoggio morale nei momenti più difficili e rallegrandosi nei momenti di gioia (matrimoni, nascite...).
- Friederich Wilhelm Marcus: il signor Marcus fa per molti anni il procuratore per la ditta Johann Buddenbrook e poi, alla morte di Jean, diventa socio, assieme a Tom, della stessa, seguendo le ultime volontà dell'amico defunto. L'uomo non è però molto interessato né abile negli affari, quindi trascorre le sue giornate in ufficio con pochissimo rendimento, lasciando tutta la gestione sulle spalle di Thomas. Alla scomparsa di Tom si occupa, seguendo le sue ultime volontà, della frettolosa e disastrosa opera di liquidazione della ditta, contribuendo a peggiorare ulteriormente la situazione economica dei Buddenbrook.
- Morten Schwarzkopf: figlio di un capitano di vascello al servizio della ditta Buddenbrook, Morten è uno studente in medicina che diventerà da adulto un dottore di successo. Fa la conoscenza di Tony Buddenbrook, venuta a riposarsi a Travemünde, quando torna a casa dopo il periodo di studi a Gottinga. La compagnia del giovane fa tornare la spensieratezza nel cuore di Tony, angosciata per la decisione da prendere al riguardo del matrimonio con Bendix Grünlich. Dopo qualche tempo che i due si frequentano, Morten rivela il suo amore a Tony che, entusiasta, si promette al giovane. Quando però Grünlich viene a conoscenza della situazione si reca dal comandante Schwarzkopf e questi, convocato il figlio, gli dice chiaramente che la loro posizione sociale rende inconcepibile una relazione tra lui e la giovane Buddenbrook, e per punizione lo spedisce a Gottinga l'indomani stesso. Tony cade nella disperazione, conscia dell'impossibilità di sposare Morten ma, tornata a Lubecca, dopo averci pensato a lungo, acconsentirà, per il bene della ditta di famiglia, a sposare Grünlich.

Un aspetto interessante del personaggio di Morten è la sua posizione politica: iscritto ad una associazione studentesca che "vuole la libertà", Morten professa entusiasta le sue idee nelle lunghe passeggiate sulla spiaggia con Tony, che ne rimarrà profondamente colpita.
Le sue sono idee politiche rivoluzionarie per il tempo: Morten odia l'"istituzione" della nobiltà, professando l'uguaglianza e la libertà per tutti i cittadini:
- Kai Graf Mölln: erede di una famiglia dell'alta nobiltà ormai decaduta, il piccolo conte Mölln stringe un forte rapporto di amicizia con Hanno Buddenbrook, che trova nel ragazzo il vero unico amico della sua breve vita. Nonostante la sua famiglia sia poverissima e lo stesso Kai sia spesso sporco e ricoperto di straccetti, Thomas incoraggia l'amicizia tra i due ragazzi, nella speranza che il piccolo conte abbia un'influenza positiva sul figlio. Hanno infatti cresceva senza molto interesse per la scuola e per gli affari di famiglia, ma soprattutto mostrava una preoccupante, a dire di Thomas, ed eccessiva sensibilità; spesso si metteva a piangere per un nonnulla, ed era sempre molto imbarazzato quando doveva parlare o suonare in pubblico. Quindi, dal momento che il piccolo Kai aveva un carattere più solido, Tom sperava che la sua vicinanza potesse aiutare il figlio.

Kai non manca di aiutare Hanno nelle situazioni di difficoltà, specialmente a scuola: i due passano spesso anche i pomeriggi insieme, facendo i compiti per la scuola ma soprattutto dedicandosi alla loro passioni artistiche. Infatti se il piccolo Hanno fa ascoltare all'amico le sue piccole composizioni, Kai gli legge le storie che lui stesso scrive.
L'ultima apparizione del piccolo Kai nel romanzo è narrata indirettamente dalle parole con cui le donne di famiglia Buddenbrook narrano gli ultimi giorni di vita del piccolo Hanno, colpito dal tifo:

## Corrispondenze tra la famiglia Mann e quella Buddenbrook
Nello scrivere I Buddenbrook, Mann era partito da un'idea autobiografica e solo in seguito vi aveva inserito il ricco contorno familiare: la somiglianza tra gli eventi che capitano ai protagonisti del romanzo e quelli capitati negli anni ai Mann è quasi perfetta. Tra queste coincidenze ricordiamo un evento, uno dei pochi di rilievo vissuti personalmente da Thomas Mann: nel 1891 il padre muore e la ditta paterna viene liquidata, come accade alla morte di Tom alla ditta Johann Buddenbrook. Per molti personaggi della famiglia Buddenbrook Thomas Mann si ispirò quindi a componenti della sua:
- Johann Buddenbrook è ispirato a Johann Siegmund Mann (1761-1848)
- Jean Buddenbrook a Johann Siegmund Mann jun. (1797-1863)
- Thomas Buddenbrook a Thomas Johann Heinrich Mann, padre dell'autore del romanzo
- Tony Buddenbrook a Elisabeth Mann
- Klara Buddenbrook a Olga Mann
- Christian Buddenbrook a Friedrich Mann, zio di Thomas
- Gerda Arnoldsen a Julia Mann, nata Julia Silva Bruhns, madre di Thomas
- Hanno (Justus Johann Kaspar) Buddenbrook a Thomas Mann stesso
- Antoinette Buddenbrook, nata Duchamps, a Catharina Mann (nata Grotjahn)
- Bethsy Buddenbrook a Elisabeth Mann, nonna di Thomas Mann
- Clara Tiburtius, nata Buddenbrook, a Olga Mann (nata Sievers)
- Klothilde Buddenbrook a Thekla Mann
- Lebrecht Kröger a Johann Heinrich Marty (1779 - 1844)
- Madame Kröger a Catharina Elisabeth Marty
- Bendix Grünlich a Ernst Elfeld
- Ida Jungmann a Ida Buchwald
- Kai Graf Mölln a Graf Schwerin

Tale parallelismo induce quindi ad una riflessione profonda sul fatto che la decadenza e i problemi dei singoli individui che compaiono tra le pagine de I Buddenbrook siano sì ispirati alla storia della famiglia Mann, ma anche alle situazioni psicologiche dei suoi membri, su tutti lo stesso Thomas Mann (che si immedesima soprattutto in Hanno e Tom).

## Adattamenti cinematografici
La prima trasposizione cinematografica del romanzo di Mann fu pubblicata nel 1923: si trattava di un film muto, dal titolo omonimo, diretto da Gerhard Lamprecht; caratteristica curiosa della pellicola è che vi si può ammirare Lubecca prima degli eventi bellici del secondo conflitto mondiale. Infatti Lubecca fu la prima città tedesca ed essere pesantemente attaccata dalla RAF; in particolare l'attacco dell'8 marzo 1942 e il susseguente incendio danneggiarono gravemente molti edifici del centro storico; i danni più rilevanti furono comunque causati dal massiccio bombardamento che seguì venti giorni dopo.
Alla fine degli anni sessanta il regista tedesco Alfred Weidenmann diresse l'adattamento per il grande schermo de I Buddenbrook, in due parti:
- Buddenbrooks - 1. Teil: fu pubblicato nel 1959, nel cast comparivano tra gli altri Liselotte Pulver, Nadja Tiller, Hansjörg Felmy, Hanns Lothar, Lil Dagover e Werner Hinz.
- Buddenbrooks - 2. Teil: fu pubblicato nei teatri nel 1960, con gli stessi attori del precedente.

Nel 2008 esce nei cinema tedeschi un nuovo adattamento de I Buddenbrook (mai distribuito).

## Versioni televisive
Nel 1971 fu trasmesso dalla Rai lo sceneggiato televisivo I Buddenbrook, ripreso da un omologo lavoro della BBC del 1965, di cui curò la regia Edmo Fenoglio.
Nel 1979 Franz Peter Wirth diresse una nuova versione televisiva del romanzo, della durata di 10 ore, girata a Danzica.

## Edizioni
Edizioni originali:
- (DE) Buddenbrooks. Verfall einer Familie (2 Bde.: 566 S., 539 S.), Berlin, S. Fischer Verlag, 1901.
- (DE) Buddenbrooks, Frankfurter Ausgabe. Herausgegeben und kommentiert von Pieter de Mendelssohn, Frankfurt am Main, S. Fischer, 1981, ISBN 3-10-048222-0.
- (DE) Buddenbrooks, Große kommentierte Frankfurter Ausgabe, Band 1/1-2., Frankfurt am Main, 2002, ISBN 3-10-048312-X.

Traduzioni in italiano:
- I Buddenbrook. (La decadenza di una famiglia), traduzione di A. Lami, Sesto San Giovanni, A. Barion Editore, 1930. - Collana Barion, A.P.E., Milano, 1970.
- I Buddenbrook. Decadenza di una famiglia, traduzione di Ervino Pocar, Milano, Istituto Editoriale Italiano, 1945.
- I Buddenbrook. Decadenza di una famiglia, traduzione di Anita Rho, Collana Supercoralli, Torino, Giulio Einaudi Editore, 1952-1965. - Collana Universale Economica n.479, Feltrinelli, 1964-1971; Introduzione di Cesare Cases, Collana NUE n.85, Torino:Einaudi, 1967-1970; Collana I millenni, Torino:Einaudi, 1967-1972; Collana Gli Struzzi n.96, Einaudi, 1976; Collana ETascabili Classici n.88, Torino:Einaudi, 1996-2014.
- I Buddenbrook. Decadenza di una famiglia, a cura di Lavinia Mazzucchetti, traduzione di Ervino Pocar, Collana I Classici Contemporanei - Tomo III Opere di Mann, Milano, Arnoldo Mondadori Editore, 1952-1964-1968. Collana Oscar, Mondadori, 1970-1975; Collana I Capolavori della Medusa, 2 voll., Mondadori, 1980; Introduzione di Marianello Marianelli, Collana Oscar Narrativa, Mondadori, 1981-1991.
- I Buddenbrook. Decadenza di una famiglia, traduzione di Maria Cristina Minicelli, introduzione di Italo Alighiero Chiusano, Roma, Newton Compton Editori, 2016  [1992], ISBN 978-88-541-9729-9.
- I Buddenbrook, prefazione di Claudio Magris, introduzione di Anna Giubertoni, traduzione di Furio Jesi e di Silvana Speciale Scalia, Collana I Grandi Libri, Milano, Garzanti Libri, 1983 - XI edizione 2003.
- Romanzi. I Buddenbrook, vol. I, traduzione di Silvia Bortoli, Collana I Meridiani, Milano, Arnoldo Mondadori Editore, 2007. - Collana Oscar Classici Moderni n.80, Mondadori, 2008-2016.